# Torneo Apertura 2022 Liga de Expansión
El Torneo Apertura 2022 fue el quinto torneo de la Liga de Expansión MX, una liga de fútbol fundada en el año 2020 como parte del "Proyecto de Estabilización", el cual tiene como objetivo rescatar a los equipos de la Liga de Ascenso de México con problemas financieros y evitar de esta forma la desaparición de la Segunda División en México.

## Cambios
- El Club Atlético La Paz se integró en la competencia, pasó a ocupar la plaza del Tampico Madero Fútbol Club, debido a que esta franquicia fue adquirida por nuevos propietarios quienes movieron al equipo a La Paz, Baja California Sur.[1][3][4]
- La Liga Premier solicitó la incorporación de un equipo de esta rama como invitado de la Liga de Expansión, sin embargo, la solicitud fue sometida a un proceso de revisión por esta liga para decidir la aceptación de un equipo.[1] El 14 de junio de 2022 el Club Alacranes de Durango fue aceptado como nuevo miembro de la categoría tras aprobar el proceso de certificación para su integración en esta división.[5][6]
- Se eliminó la regla que otorgaba un punto extra a los equipos que ganaran sus partidos como visitantes.[1]
- Se continúa con el proceso de certificación de los clubes para ascender a la Liga MX,[1] ya que únicamente el Club Deportivo Leones Negros de la U. de G. fue certificado durante el proceso ejercido en la temporada 2021-2022,[7] por lo que durante esta temporada se mantiene la suspensión del ascenso en esta liga.
- Al igual que en la Liga MX se lleva a cabo el ejercicio de cronometraje durante las jugadas que pausan el juego.[1]
- Se continuará con el protocolo contra la violencia y por la diversidad e inclusión, por lo que se comenzarán a implementar medidas en ese sentido.[8]
- Se comenzarán a aplicar las medidas para control y prevención de violencia en los estadios, por lo que iniciará la credencialización para los miembros de las grupos de animación y la implementación del Fan ID para todos los aficionados que asistan a los estadios, exceptuando a los menores de edad.[8]

## Sistema de competición
El torneo de la Liga de Expansión MX, está conformado en dos partes:
- Fase de calificación: Se integra por las 17 jornadas del torneo.
- Fase final: Se integra por los partidos de cuartos de final, semifinal y final, más conocida como liguilla.

### Fase de clasificación
En la fase de clasificación se observará el sistema de puntos. La ubicación en la tabla general está sujeta a lo siguiente:
- Por juego ganado se obtendrán tres puntos.
- Por juego empatado se obtendrá un punto.
- Por juego perdido no se otorgan puntos.

En esta fase participan los 18 clubes de la Liga de Expansión MX jugando en cada torneo todos contra todos durante las 17 jornadas respectivas, a un solo partido.
El orden de los clubes al final de la fase de calificación del torneo corresponderá a la suma de los puntos obtenidos por cada uno de ellos y se presentará en forma descendente. Si al finalizar las 17 jornadas del torneo, dos o más clubes estuviesen empatados en puntos, su posición en la tabla general será determinada atendiendo a los siguientes criterios de desempate:
1. Mejor diferencia entre los goles anotados y recibidos y goles.
2. Mayor número de goles anotados.
3. Marcadores particulares entre los clubes empatados.
4. Mayor número de goles anotados como visitante.
5. Mejor ubicado en la tabla general de cociente
6. Tabla Fair Play
7. Sorteo.

Para determinar los lugares que ocuparán los clubes que participen en la fase final del torneo se tomará como base la tabla general de clasificación.
Participan automáticamente por el título de Campeón de la Liga de Expansión MX, los 12 primeros clubes de la tabla general de clasificación al término de las 17 jornadas, los primeros cuatro lugares se clasifican directamente a los cuartos de final.

### Fase final
Previo a la ronda de cuartos de final, habrá una fase de reclasificación en la que participarán los clubes ubicados entre las posiciones 5 y 12 de la tabla general. Jugarán el 5 vs. el 12, el 6 vs. el 11, 7 vs. 10, y 8 vs 9. Las eliminatorias se jugarán a un partido, en el estadio del club mejor ubicado en la tabla general. Los 4 clubes ganadores se reubicarán en los lugares del 5 al 8, según su posición en la tabla, para jugar la etapa de cuartos de final. Los equipos clasificados de la posición 1 al 4 se clasificarán directamente a los cuartos de final.
Los ocho clubes calificados para esta fase del torneo serán reubicados de acuerdo con el lugar que ocupen en la tabla General al término de la Jornada 17, con el puesto del número uno al club mejor clasificado, y así hasta el número 7. Los partidos a esta fase se desarrollarán a visita, en las siguientes etapas:
- Cuartos de final
- Semifinales
- Final

Los clubes vencedores en los partidos de cuartos de final y semifinal serán aquellos que en los dos juegos anoten el mayor número de goles. De existir empate en el número de goles anotados, la posición se definirá a favor del club con mayor cantidad de goles a favor cuando actúe como visitante. Aplicarán las mismas normativas para el orden de enfrentamientos la ronda de semifinales y final.
Si una vez aplicado el criterio anterior los clubes siguieran empatados, se observará la posición de los clubes en la tabla general de clasificación.
Los partidos correspondientes a las fases de visita recíproca se jugarán obligatoriamente los días miércoles y sábado, y jueves y domingo eligiendo, en su caso, exclusivamente en forma descendente, los cuatro clubes mejor clasificados en la tabla general al término de la jornada 17, el día y horario de su partido como local. Los siguientes cuatro clubes podrán elegir únicamente el horario.
El club vencedor de la final y por lo tanto Campeón, será aquel que en los dos partidos anote el mayor número de goles. Si al término del tiempo reglamentario el partido está empatado, se agregarán dos tiempos extras de 15 minutos cada uno. De persistir el empate en estos periodos, se procederá a lanzar tiros penales hasta que resulte un vencedor.
Los partidos de cuartos de final se jugarán de la siguiente manera:
En las semifinales participarán los cuatro clubes vencedores de cuartos de final, reubicándolos del uno al cuatro, de acuerdo a su mejor posición en la tabla General de clasificación al término de la jornada 17 del torneo correspondiente, enfrentándose:
Disputarán el título de Campeón del Torneo de Apertura 2022, los dos clubes vencedores de la fase semifinal correspondiente, reubicándolos del uno al dos, de acuerdo a su mejor posición en la tabla general de clasificación al término de la jornada 17 de cada Torneo.

## Información de los clubes

### Ascenso y descenso
| Pos | de la Liga MX |
| --- | ------------- |
|     | No hubo       |

| Pos | de la Liga Premier Serie A |
| --- | -------------------------- |
| 4°  | Durango                    |

### Datos de los clubes
| Club             | Entrenador            | Ciudad                         | Estadio                      | Capacidad | Fundación       | Patrocinador  | Kit          |
| ---------------- | --------------------- | ------------------------------ | ---------------------------- | --------- | --------------- | ------------- | ------------ |
| Atlante          | Mario García Covalles | Ciudad de México               | Ciudad de los Deportes       | 34 253    | 1918 (106 años) | Betcris       | Keuka        |
| Atlético La Paz  | Jaime Durán           | La Paz, Baja California Sur    | Guaycura                     | 5 209     | 2022 (3 años)   | Baja Ferries  | Silver Sport |
| Atlético Morelia | Gabriel Pereyra       | Morelia, Michoacán             | Morelos                      | 34 795    | 1950 (74 años)  | Akron         | Keuka        |
| Cancún           | Íñigo Idiakez         | Cancún, Quintana Roo           | Olímpico Andrés Quintana Roo | 18 844    | 2020 (4 años)   | Cancún        | Nike         |
| Celaya           | Francisco Ramírez     | Celaya, Guanajuato             | Miguel Alemán Valdés         | 23 182    | 1954 (71 años)  | Bachoco       | Keuka        |
| Cimarrones       | Roberto Hernández     | Hermosillo, Sonora             | Héroe de Nacozari            | 18 747    | 2013 (12 años)  | Caliente      | Keuka        |
| Correcaminos UAT | Héctor Altamirano     | Ciudad Victoria, Tamaulipas    | Marte R. Gómez               | 10 520    | 1980 (45 años)  |               | Silver Sport |
| Dorados          | Rafael García         | Culiacán, Sinaloa              | Dorados                      | 23 000    | 2003 (21 años)  | Coppel        | Charly       |
| Durango          | Héctor Real           | Durango, Durango               | Francisco Zarco              | 18 000    | 1997 (28 años)  | Bio Pappel    | Keuka        |
| Leones Negros    | Alfonso Sosa          | Guadalajara, Jalisco           | Jalisco                      | 55 020    | 1970 (55 años)  | Electrolit    | Sporelli     |
| Oaxaca           | Jorge Manrique        | Oaxaca, Oaxaca                 | Tecnológico de Oaxaca        | 14 598    | 2012 (12 años)  | Patsa         | Silver Sport |
| Pumas Tabasco    | Carlos Cariño         | Villahermosa, Tabasco          | Olímpico de Villahermosa     | 12 000    | 2020 (4 años)   | DHL           | Nike         |
| Raya2            | Nicolás Sánchez       | Monterrey, Nuevo León          | BBVA                         | 53 500    | 2021 (3 años)   |               | Puma         |
| Tapatío          | Gerardo Espinoza      | Zapopan, Jalisco               | Akron                        | 49 850    | 1973 (51 años)  |               | Puma         |
| Tepatitlán       | Bruno Marioni         | Tepatitlán de Morelos, Jalisco | Tepa Gómez                   | 12 500    | 1944 (81 años)  | Pacífica      | Sporelli     |
| Tlaxcala         | Jorge Villalpando     | Tlaxcala, Tlaxcala             | Tlahuicole                   | 12 000    | 2014 (10 años)  | Tlaxcala      | Keuka        |
| Venados          | Andrés Carevic        | Mérida, Yucatán                | Carlos Iturralde             | 15 087    | 1988 (37 años)  | Yucatán       | Spiro        |
| Zacatecas        | Alexis Moreno         | Zacatecas, Zacatecas           | Carlos Vega Villalba         | 20 068    | 2014 (10 años)  | Fresnillo plc | Spiro        |

Datos actualizados al 15 de junio de 2022.

### Equipos por Entidad Federativa
| Estado              | N.º | Equipos                                    |
| ------------------- | --- | ------------------------------------------ |
| Jalisco             | 3   | U. de G., Tepatitlán F. C. y C. D. Tapatío |
| Baja California Sur | 1   | Atlético La Paz                            |
| Ciudad de México    | 1   | Atlante                                    |
| Durango             | 1   | Durango                                    |
| Guanajuato          | 1   | Celaya                                     |
| Michoacán           | 1   | Morelia                                    |
| Nuevo León          | 1   | Raya2                                      |
| Oaxaca              | 1   | Oaxaca                                     |
| Quintana Roo        | 1   | Cancún                                     |
| Sinaloa             | 1   | Dorados                                    |
| Sonora              | 1   | Cimarrones                                 |
| Tabasco             | 1   | Pumas Tabasco                              |
| Tamaulipas          | 1   | Correcaminos UAT                           |
| Tlaxcala            | 1   | Tlaxcala                                   |
| Yucatán             | 1   | Venados                                    |
| Zacatecas           | 1   | Mineros                                    |

### Estadios
|                                                                                                |                                                                                               |                                                                                             |
|                                                                                                |                                                                                               |                                                                                             |
| Estadio Jalisco Ciudad: Guadalajara Capacidad: 55.020 Club: Universidad de Guadalajara         | Estadio BBVA Ciudad: Guadalupe Capacidad: 53.500 Club: Raya2                                  | Estadio Akron Ciudad: Zapopan Capacidad:49.850 Club: Club Deportivo Tapatío                 |
|                                                                                                |                                                                                               |                                                                                             |
| Estadio Morelos Ciudad: Morelia Capacidad: 34.795 Club: Atlético Morelia                       | Estadio de la Ciudad de los Deportes Ciudad: Ciudad de México Capacidad: 34.253 Club: Atlante | Estadio Miguel Alemán Valdés Ciudad: Celaya Capacidad: 23.182 Club: Celaya                  |
|                                                                                                |                                                                                               |                                                                                             |
| Estadio Dorados Ciudad: Culiacán Capacidad: 23.000 Club: Dorados de Sinaloa                    | Estadio Carlos Vega Villalba Ciudad: Zacatecas Capacidad: 20.068 Club: Mineros de Zacatecas   | Estadio Héroe de Nacozari Ciudad: Hermosillo Capacidad: 18.747 Club: Cimarrones de Sonora   |
|                                                                                                |                                                                                               |                                                                                             |
| Estadio Olímpico Andrés Quintana Roo Ciudad: Cancún Capacidad: 18.844 Club: Cancún Fútbol Club | Estadio Francisco Zarco Ciudad: Durango Capacidad: 18.000 Club: Alacranes de Durango          | Estadio Carlos Iturralde Rivero Ciudad: Mérida Capacidad: 15.087 Club: Venados              |
|                                                                                                |                                                                                               |                                                                                             |
| Estadio Tecnológico de Oaxaca Ciudad: Oaxaca Capacidad:14.598 Club: Alebrijes de Oaxaca        | Estadio Tepa Gómez Ciudad: Tepatitlán Capacidad: 12.500 Club: Tepatitlán Fútbol Club          | Estadio Olímpico de Villahermosa Ciudad: Villahermosa Capacidad: 12.000 Club: Pumas Tabasco |
|                                                                                                |                                                                                               |                                                                                             |
| Estadio Tlahuicole Ciudad:Tlaxcala Capacidad: 12.000 Club: Tlaxcala Fútbol Club                | Estadio Marte R. Gómez Ciudad: Ciudad Victoria Capacidad: 10.520 Club: Correcaminos UAT       | Estadio Guaycura Ciudad: La Paz Capacidad: 5.209 Club: Atlético La Paz                      |

## Torneo regular
- El Calendario completo según la página oficial.
- El Calendario fue dado a conocer el 14 de junio de 2022.[12]
- Los horarios son correspondientes al Tiempo del Centro de México (UTC-6 y UTC-5 en horario de verano).[13]

| Jornada 1     | Jornada 1 | Jornada 1        | Jornada 1                | Jornada 1   | Jornada 1 | Jornada 1    | Jornada 1  | Jornada 1 |
| Local         | Resultado | Visitante        | Estadio                  | Fecha       | Hora      | Espectadores | Amonestado | Expulsado |
| ------------- | --------- | ---------------- | ------------------------ | ----------- | --------- | ------------ | ---------- | --------- |
| Zacatecas     | 1 - 0     | Celaya           | Carlos Vega Villalba     | 24 de junio | 21:00     | 1 784        | 5          | 2         |
| Leones Negros | 0 - 0     | Oaxaca           | Jalisco                  | 25 de junio | 21:05     | 2 299        | 6          | 0         |
| Tepatitlán    | 2 - 0     | Dorados          | Gregorio "Tepa" Gómez    | 26 de junio | 17:00     | 1 722        | 7          | 0         |
| Venados       | 1 - 3     | Correcaminos     | Carlos Iturralde Rivero  | 26 de junio | 19:05     | 2 209        | 3          | 0         |
| Pumas Tabasco | 1 - 2     | Cancún           | Olímpico de Villahermosa | 26 de junio | 21:05     | 1 570        | 4          | 2         |
| Tapatío       | 3 - 1     | Durango          | Akron                    | 29 de junio | 17:00     | 362          | 3          | 1         |
| Tlaxcala      | 2 - 0     | Cimarrones       | Tlahuicole               | 29 de junio | 19:05     | 2 525        | 6          | 1         |
| Raya2         | 1 - 0     | Atlético Morelia | BBVA                     | 29 de junio | 21:05     | 956          | 9          | 0         |
| Atlante       | 3 - 0     | Atlético La Paz  | Ciudad de los Deportes   | 30 de junio | 19:00     | 2 011        | 7          | 0         |

| Jornada 2        | Jornada 2 | Jornada 2       | Jornada 2              | Jornada 2   | Jornada 2 | Jornada 2    | Jornada 2  | Jornada 2 |
| Local            | Resultado | Visitante       | Estadio                | Fecha       | Hora      | Espectadores | Amonestado | Expulsado |
| ---------------- | --------- | --------------- | ---------------------- | ----------- | --------- | ------------ | ---------- | --------- |
| Atlético Morelia | 2 - 0     | Tlaxcala        | Morelos                | 5 de julio  | 17:00     | 2 485        | 4          | 0         |
| Cancún           | 0 - 1     | Raya2           | O. Andrés Quintana Roo | 5 de julio  | 19:05     | 1 115        | 2          | 0         |
| Dorados          | 1 - 2     | Cimarrones      | Dorados                | 5 de julio  | 21:05     | 2 523        | 3          | 0         |
| Durango          | 0 - 0     | Atlético La Paz | Francisco Zarco        | 6 de julio  | 17:00     | 0            | 6          | 0         |
| Zacatecas        | 3 - 4     | Tapatío         | Carlos Vega Villalba   | 6 de julio  | 19:05     | 3 122        | 5          | 1         |
| Oaxaca           | 0 - 0     | Venados         | Tecnológico de Oaxaca  | 7 de julio  | 17:00     | 2 136        | 6          | 1         |
| Correcaminos     | 1 - 2     | Atlante         | Marte R. Gómez         | 7 de julio  | 19:05     | 0            | 4          | 0         |
| Celaya           | 2 - 1     | Pumas Tabasco   | Miguel Alemán Valdés   | 8 de julio  | 17:00     | 1 416        | 3          | 1         |
| Leones Negros    | 3 - 0     | Tepatitlán      | Jalisco                | 10 de julio | 21:00     | 3 125        | 7          | 2         |

| Jornada 3       | Jornada 3 | Jornada 3        | Jornada 3                | Jornada 3   | Jornada 3 | Jornada 3    | Jornada 3  | Jornada 3 |
| Local           | Resultado | Visitante        | Estadio                  | Fecha       | Hora      | Espectadores | Amonestado | Expulsado |
| --------------- | --------- | ---------------- | ------------------------ | ----------- | --------- | ------------ | ---------- | --------- |
| Tlaxcala        | 0 - 2     | Dorados          | Tlahuicole               | 12 de julio | 17:00     | 2 470        | 3          | 0         |
| Correcaminos    | 5 - 3     | Durango          | Marte R. Gómez           | 12 de julio | 19:05     | 1 276        | 6          | 0         |
| Cimarrones      | 3 - 0     | Zacatecas        | Héroe de Nacozari        | 12 de julio | 21:05     | 1 158        | 5          | 0         |
| Tepatitlán      | 1 - 2     | Raya2            | Gregorio "Tepa" Gómez    | 13 de julio | 17:00     | 942          | 11         | 0         |
| Atlante         | 2 - 0     | Cancún           | Ciudad de los Deportes   | 13 de julio | 19:05     | 1 620        | 5          | 0         |
| Atlético La Paz | 2 - 2     | Leones Negros    | Guaycura                 | 13 de julio | 21:05     | 3 480        | 4          | 1         |
| Tapatío         | 2 - 0     | Atlético Morelia | Akron                    | 14 de julio | 17:00     | 203          | 6          | 0         |
| Pumas Tabasco   | 0 - 2     | Oaxaca           | Olímpico de Villahermosa | 14 de julio | 19:05     | 1 100        | 6          | 1         |
| Venados         | 3 - 2     | Celaya           | Carlos Iturralde Rivero  | 14 de julio | 21:05     | 2 937        | 2          | 0         |

| Jornada 4        | Jornada 4 | Jornada 4       | Jornada 4              | Jornada 4   | Jornada 4 | Jornada 4    | Jornada 4  | Jornada 4 |
| Local            | Resultado | Visitante       | Estadio                | Fecha       | Hora      | Espectadores | Amonestado | Expulsado |
| ---------------- | --------- | --------------- | ---------------------- | ----------- | --------- | ------------ | ---------- | --------- |
| Zacatecas        | 1 - 1     | Tepatitlán      | Carlos Vega Villalba   | 19 de julio | 17:00     | 1 727        | 5          | 0         |
| Cancún           | 1 - 0     | Tlaxcala        | O. Andrés Quintana Roo | 19 de julio | 19:05     | 1 310        | 5          | 1         |
| Dorados          | 1 - 0     | Atlético La Paz | Dorados                | 19 de julio | 21:05     | 1 893        | 6          | 1         |
| Durango          | 1 - 1     | Venados         | Francisco Zarco        | 20 de julio | 17:00     | 935          | 7          | 0         |
| Celaya           | 2 - 0     | Tapatío         | Miguel Alemán Valdés   | 20 de julio | 19:05     | 1 760        | 6          | 0         |
| Raya 2           | 0 - 0     | Atlante         | BBVA                   | 20 de julio | 21:05     | 3 046        | 5          | 0         |
| Leones Negros    | 0 - 0     | Correcaminos    | Jalisco                | 21 de julio | 19:00     | 3 005        | 5          | 1         |
| Oaxaca           | 1 - 1     | Cimarrones      | Tecnológico de Oaxaca  | 22 de julio | 17:00     | 784          | 4          | 0         |
| Atlético Morelia | 1 - 1     | Pumas Tabasco   | Morelos                | 24 de julio | 21:00     | 0            | 6          | 1         |

| Jornada 5       | Jornada 5 | Jornada 5        | Jornada 5                | Jornada 5   | Jornada 5 | Jornada 5    | Jornada 5  | Jornada 5 |
| Local           | Resultado | Visitante        | Estadio                  | Fecha       | Hora      | Espectadores | Amonestado | Expulsado |
| --------------- | --------- | ---------------- | ------------------------ | ----------- | --------- | ------------ | ---------- | --------- |
| Atlante         | 3 - 0     | Dorados          | Ciudad de los Deportes   | 26 de julio | 17:00     | 1 825        | 6          | 0         |
| Correcaminos    | 0 - 0     | Oaxaca           | Marte R. Gómez           | 26 de julio | 19:05     | 1 706        | 4          | 0         |
| Atlético La Paz | 0 - 0     | Celaya           | Guaycura                 | 26 de julio | 21:05     | 3 650        | 5          | 2         |
| Tlaxcala        | 1 - 1     | Raya2            | Tlahuicole               | 27 de julio | 17:00     | 2 084        | 5          | 1         |
| Pumas Tabasco   | 1 - 1     | Zacatecas        | Olímpico de Villahermosa | 27 de julio | 19:05     | 1 400        | 6          | 0         |
| Cimarrones      | 0 - 0     | Cancún           | Héroe de Nacozari        | 27 de julio | 21:05     | 1 138        | 7          | 0         |
| Tepatitlán      | 0 - 0     | Durango          | Gregorio "Tepa" Gómez    | 28 de julio | 19:05     | 1 530        | 11         | 1         |
| Venados         | 0 - 2     | Atlético Morelia | Carlos Iturralde Rivero  | 29 de julio | 19:05     | 2 164        | 4          | 1         |
| Tapatío         | 0 - 2     | Leones Negros    | Akron                    | 31 de julio | 17:00     | 1 147        | 3          | 0         |

| Jornada 6        | Jornada 6 | Jornada 6       | Jornada 6              | Jornada 6   | Jornada 6 | Jornada 6    | Jornada 6  | Jornada 6 |
| Local            | Resultado | Visitante       | Estadio                | Fecha       | Hora      | Espectadores | Amonestado | Expulsado |
| ---------------- | --------- | --------------- | ---------------------- | ----------- | --------- | ------------ | ---------- | --------- |
| Durango          | 3 - 0     | Tlaxcala        | Francisco Zarco        | 2 de agosto | 17:00     | 1 487        | 6          | 1         |
| Cancún           | 2 - 0     | Atlético La Paz | O. Andrés Quintana Roo | 2 de agosto | 19:05     | 1 226        | 3          | 1         |
| Dorados          | 0 - 1     | Celaya          | Dorados                | 2 de agosto | 21:05     | 1 843        | 5          | 0         |
| Oaxaca           | 4 - 0     | Tapatío         | Tecnológico de Oaxaca  | 3 de agosto | 17:00     | 2 600        | 4          | 0         |
| Tepatitlán       | 4 - 3     | Pumas Tabasco   | Gregorio "Tepa" Gómez  | 3 de agosto | 19:05     | 1 335        | 10         | 0         |
| Raya2            | 1 - 1     | Cimarrones      | BBVA                   | 3 de agosto | 21:05     | 697          | 5          | 0         |
| Atlético Morelia | 1 - 0     | Correcaminos    | Morelos                | 4 de agosto | 19:00     | 7 012        | 5          | 1         |
| Zacatecas        | 1 - 3     | Atlante         | Carlos Vega Villalba   | 5 de agosto | 17:00     | 2 345        | 6          | 3         |
| Leones Negros    | 4 - 0     | Venados         | Jalisco                | 7 de agosto | 21:00     | 1 847        | 6          | 1         |

| Jornada 7       | Jornada 7 | Jornada 7        | Jornada 7                | Jornada 7    | Jornada 7 | Jornada 7    | Jornada 7  | Jornada 7 |
| Local           | Resultado | Visitante        | Estadio                  | Fecha        | Hora      | Espectadores | Amonestado | Expulsado |
| --------------- | --------- | ---------------- | ------------------------ | ------------ | --------- | ------------ | ---------- | --------- |
| Celaya          | 1 - 0     | Tepatitlán       | Miguel Alemán Valdés     | 9 de agosto  | 17:00     | 1 510        | 6          | 0         |
| Pumas Tabasco   | 2 - 1     | Durango          | Olímpico de Villahermosa | 9 de agosto  | 19:05     | 945          | 5          | 1         |
| Atlético La Paz | 2 - 2     | Tlaxcala         | Guaycura                 | 9 de agosto  | 21:05     | 3 100        | 6          | 0         |
| Oaxaca          | 2 - 2     | Zacatecas        | Tecnológico de Oaxaca    | 10 de agosto | 17:00     | 2 245        | 2          | 0         |
| Venados         | 1 - 1     | Dorados          | Carlos Iturralde Rivero  | 10 de agosto | 19:05     | 1 006        | 3          | 0         |
| Cimarrones      | 2 - 1     | Leones Negros    | Héroe de Nacozari        | 10 de agosto | 21:05     | 2 016        | 6          | 1         |
| Tapatío         | 1 - 1     | Raya2            | Akron                    | 11 de agosto | 17:00     | 189          | 6          | 1         |
| Atlante         | 1 - 0     | Atlético Morelia | Ciudad de los Deportes   | 11 de agosto | 19:05     | 4 791        | 3          | 0         |
| Correcaminos    | 0 - 0     | Cancún           | Marte R. Gómez           | 11 de agosto | 21:00     | 1 908        | 4          | 0         |

| Jornada 8        | Jornada 8 | Jornada 8       | Jornada 8                | Jornada 8     | Jornada 8 | Jornada 8    | Jornada 8  | Jornada 8 |
| Local            | Resultado | Visitante       | Estadio                  | Fecha         | Hora      | Espectadores | Amonestado | Expulsado |
| ---------------- | --------- | --------------- | ------------------------ | ------------- | --------- | ------------ | ---------- | --------- |
| Zacatecas        | 2 - 1     | Atlético La Paz | Carlos Vega Villalba     | 16 de agosto  | 17:05     | 1 353        | 8          | 1         |
| Cancún           | 0 - 0     | Oaxaca          | O. Andrés Quintana Roo   | 16 de agosto  | 19:05     | 1 211        | 8          | 1         |
| Raya2            | 1 - 2     | Venados         | BBVA                     | 16 de agosto  | 21:05     | 413          | 2          | 0         |
| Durango          | 1 - 0     | Leones Negros   | Francisco Zarco          | 17 de agosto  | 17:00     | 2 003        | 9          | 1         |
| Tlaxcala         | 0 - 1     | Celaya          | Tlahuicole               | 17 de agosto  | 19:05     | 2 947        | 5          | 0         |
| Tepatitlán       | 3 - 0     | Correcaminos    | Gregorio "Tepa" Gómez    | 18 de agosto  | 17:00     | 966          | 8          | 1         |
| Pumas Tabasco    | 1 - 1     | Atlante         | Olímpico de Villahermosa | 18 de agosto  | 19:00     | 2 010        | 6          | 0         |
| Atlético Morelia | 2 - 1     | Cimarrones      | Morelos                  | 21 de agosto  | 21:00     | 4 577        | 8          | 0         |
| Dorados          | 1 - 1     | Tapatío         | Dorados                  | 15 de octubre | 21:00     | 2 433        | 2          | 0         |

| Jornada 9       | Jornada 9 | Jornada 9        | Jornada 9               | Jornada 9    | Jornada 9 | Jornada 9    | Jornada 9  | Jornada 9 |
| Local           | Resultado | Visitante        | Estadio                 | Fecha        | Hora      | Espectadores | Amonestado | Expulsado |
| --------------- | --------- | ---------------- | ----------------------- | ------------ | --------- | ------------ | ---------- | --------- |
| Leones Negros   | 3 - 2     | Zacatecas        | Jalisco                 | 23 de agosto | 17:05     | 1 352        | 5          | 0         |
| Correcaminos    | 0 - 2     | Tlaxcala         | Marte R. Gómez          | 23 de agosto | 19:05     | 1 404        | 4          | 0         |
| Atlético La Paz | 1 - 0     | Raya2            | Guaycura                | 23 de agosto | 21:05     | 2 646        | 6          | 2         |
| Celaya          | 3 - 1     | Cimarrones       | Miguel Alemán Valdés    | 24 de agosto | 17:00     | 1 576        | 5          | 0         |
| Venados         | 2 - 0     | Pumas Tabasco    | Carlos Iturralde Rivero | 24 de agosto | 19:05     | 2 592        | 5          | 0         |
| Dorados         | 2 - 2     | Durango          | Dorados                 | 24 de agosto | 21:05     | 1 920        | 7          | 0         |
| Tapatío         | 1 - 0     | Cancún           | Akron                   | 25 de agosto | 17:00     | 243          | 9          | 1         |
| Oaxaca          | 1 - 3     | Atlético Morelia | Tecnológico de Oaxaca   | 26 de agosto | 17:00     | 1 538        | 8          | 0         |
| Atlante         | 1 - 1     | Tepatitlán       | Ciudad de los Deportes  | 28 de agosto | 17:00     | 4 813        | 7          | 0         |

| Jornada 10       | Jornada 10 | Jornada 10      | Jornada 10               | Jornada 10      | Jornada 10 | Jornada 10   | Jornada 10 | Jornada 10 |
| Local            | Resultado  | Visitante       | Estadio                  | Fecha           | Hora       | Espectadores | Amonestado | Expulsado  |
| ---------------- | ---------- | --------------- | ------------------------ | --------------- | ---------- | ------------ | ---------- | ---------- |
| Zacatecas        | 1 - 0      | Correcaminos    | Carlos Vega Villalba     | 30 de agosto    | 17:00      | 1 003        | 8          | 0          |
| Cancún           | 1 - 2      | Venados         | O. Andrés Quintana Roo   | 30 de agosto    | 19:05      | 1 237        | 9          | 0          |
| Cimarrones       | 4 - 0      | Atlético La Paz | Héroe de Nacozari        | 30 de agosto    | 21:05      | 1 139        | 4          | 0          |
| Durango          | 1 - 1      | Atlante         | Francisco Zarco          | 31 de agosto    | 17:00      | 2 835        | 6          | 0          |
| Tlaxcala         | 2 - 0      | Leones Negros   | Tlahuicole               | 31 de agosto    | 19:05      | 2 949        | 5          | 0          |
| Pumas Tabasco    | 1 - 0      | Tapatío         | Olímpico de Villahermosa | 31 de agosto    | 21:05      | 1 045        | 9          | 0          |
| Tepatitlán       | 1 - 1      | Oaxaca          | Gregorio "Tepa" Gómez    | 1 de septiembre | 19:00      | 1 118        | 10         | 3          |
| Raya2            | 2 - 3      | Celaya          | BBVA                     | 1 de septiembre | 21:00      | 358          | 3          | 0          |
| Atlético Morelia | 3 - 0      | Dorados         | Morelos                  | 4 de septiembre | 19:05      | 5 473        | 2          | 0          |

| Jornada 11      | Jornada 11 | Jornada 11       | Jornada 11              | Jornada 11      | Jornada 11 | Jornada 11   | Jornada 11 | Jornada 11 |
| Local           | Resultado  | Visitante        | Estadio                 | Fecha           | Hora       | Espectadores | Amonestado | Expulsado  |
| --------------- | ---------- | ---------------- | ----------------------- | --------------- | ---------- | ------------ | ---------- | ---------- |
| Leones Negros   | 3 - 0      | Cancún           | Jalisco                 | 6 de septiembre | 17:00      | 1 416        | 1          | 0          |
| Correcaminos    | 1 - 0      | Pumas Tabasco    | Marte R. Gómez          | 6 de septiembre | 19:05      | 1 008        | 4          | 1          |
| Celaya          | 2 - 0      | Atlético Morelia | Miguel Alemán Valdés    | 7 de septiembre | 17:00      | 1 827        | 7          | 1          |
| Venados         | 0 - 1      | Zacatecas        | Carlos Iturralde Rivero | 7 de septiembre | 19:05      | 3 008        | 7          | 0          |
| Dorados         | 2 - 1      | Raya2            | Dorados                 | 7 de septiembre | 21:05      | 1 096        | 9          | 0          |
| Tapatío         | 1 - 1      | Tlaxcala         | Akron                   | 8 de septiembre | 17:00      | 223          | 2          | 0          |
| Atlante         | 2 - 2      | Cimarrones       | Ciudad de los Deportes  | 8 de septiembre | 19:05      | 1 834        | 5          | 1          |
| Atlético La Paz | 1 - 1      | Tepatitlán       | Guaycura                | 8 de septiembre | 21:00      | 0            | 2          | 1          |
| Oaxaca          | 4 - 0      | Durango          | Tecnológico de Oaxaca   | 9 de septiembre | 17:00      | 1 765        | 6          | 3          |

| Jornada 12       | Jornada 12 | Jornada 12      | Jornada 12               | Jornada 12       | Jornada 12 | Jornada 12   | Jornada 12 | Jornada 12 |
| Local            | Resultado  | Visitante       | Estadio                  | Fecha            | Hora       | Espectadores | Amonestado | Expulsado  |
| ---------------- | ---------- | --------------- | ------------------------ | ---------------- | ---------- | ------------ | ---------- | ---------- |
| Zacatecas        | 1 - 1      | Tlaxcala        | Carlos Vega Villalba     | 13 de septiembre | 17:05      | 1 436        | 6          | 1          |
| Cancún           | 0 - 4      | Celaya          | O. Andrés Quintana Roo   | 13 de septiembre | 19:05      | 1 040        | 9          | 1          |
| Pumas Tabasco    | 0 - 2      | Leones Negros   | Olímpico de Villahermosa | 13 de septiembre | 21:05      | 870          | 9          | 0          |
| Durango          | 3 - 1      | Raya2           | Francisco Zarco          | 14 de septiembre | 17:00      | 1 780        | 6          | 1          |
| Oaxaca           | 2 - 2      | Atlante         | Tecnológico de Oaxaca    | 14 de septiembre | 19:05      | 3 579        | 7          | 1          |
| Cimarrones       | 1 - 1      | Tapatío         | Héroe de Nacozari        | 14 de septiembre | 21:05      | 1 745        | 2          | 0          |
| Tepatitlán       | 1 - 2      | Venados         | Gregorio "Tepa" Gómez    | 15 de septiembre | 19:00      | 2 759        | 4          | 0          |
| Correcaminos     | 0 - 2      | Dorados         | Marte R. Gómez           | 15 de septiembre | 21:00      | 1 163        | 7          | 2          |
| Atlético Morelia | 4 - 2      | Atlético La Paz | Morelos                  | 18 de septiembre | 12:00      | 5 068        | 6          | 1          |

| Jornada 13       | Jornada 13 | Jornada 13    | Jornada 13             | Jornada 13       | Jornada 13 | Jornada 13   | Jornada 13 | Jornada 13 |
| Local            | Resultado  | Visitante     | Estadio                | Fecha            | Hora       | Espectadores | Amonestado | Expulsado  |
| ---------------- | ---------- | ------------- | ---------------------- | ---------------- | ---------- | ------------ | ---------- | ---------- |
| Tapatío          | 2 - 0      | Correcaminos  | Akron                  | 20 de septiembre | 17:00      | 193          | 4          | 0          |
| Tlaxcala         | 2 - 1      | Tepatitlán    | Tlahuicole             | 20 de septiembre | 19:05      | 1 647        | 2          | 0          |
| Raya2            | 0 - 1      | Leones Negros | BBVA                   | 20 de septiembre | 21:05      | 224          | 5          | 0          |
| Celaya           | 2 - 0      | Oaxaca        | Miguel Alemán Valdés   | 21 de septiembre | 17:00      | 1 800        | 7          | 0          |
| Atlético La Paz  | 6 - 1      | Pumas Tabasco | Guaycura               | 21 de septiembre | 19:05      | 1 378        | 8          | 1          |
| Cimarrones       | 5 - 0      | Durango       | Héroe de Nacozari      | 21 de septiembre | 21:05      | 1 385        | 4          | 0          |
| Dorados          | 4 - 1      | Zacatecas     | Dorados                | 21 de septiembre | 21:05      | 2 121        | 7          | 1          |
| Atlético Morelia | 0 - 0      | Cancún        | Morelos                | 22 de septiembre | 17:00      | 3 845        | 6          | 2          |
| Atlante          | 1 - 0      | Venados       | Ciudad de los Deportes | 22 de septiembre | 19:05      | 2 310        | 4          | 3          |

| Jornada 14    | Jornada 14 | Jornada 14       | Jornada 14               | Jornada 14       | Jornada 14 | Jornada 14   | Jornada 14 | Jornada 14 |
| Local         | Resultado  | Visitante        | Estadio                  | Fecha            | Hora       | Espectadores | Amonestado | Expulsado  |
| ------------- | ---------- | ---------------- | ------------------------ | ---------------- | ---------- | ------------ | ---------- | ---------- |
| Tepatitlán    | 3 - 2      | Tapatío          | Gregorio "Tepa" Gómez    | 23 de septiembre | 17:00      | 1 047        | 6          | 2          |
| Correcaminos  | 1 - 1      | Raya2            | Marte R. Gómez           | 23 de septiembre | 19:05      | 1 008        | 9          | 0          |
| Oaxaca        | 3 - 0      | Tlaxcala         | Tecnológico de Oaxaca    | 24 de septiembre | 17:05      | 2 078        | 3          | 0          |
| Pumas Tabasco | 0 - 1      | Cimarrones       | Olímpico de Villahermosa | 24 de septiembre | 19:05      | 450          | 5          | 0          |
| Zacatecas     | 2 - 2      | Atlético Morelia | Carlos Vega Villalba     | 24 de septiembre | 21:05      | 7 213        | 4          | 1          |
| Durango       | 1 - 1      | Celaya           | Francisco Zarco          | 25 de septiembre | 17:00      | 2 760        | 9          | 1          |
| Leones Negros | 2 - 2      | Atlante          | Jalisco                  | 25 de septiembre | 19:05      | 4 096        | 4          | 0          |
| Cancún        | 1 - 2      | Dorados          | O. Andrés Quintana Roo   | 25 de septiembre | 19:05      | 887          | 5          | 2          |
| Venados       | 3 - 0      | Atlético La Paz  | Carlos Iturralde Rivero  | 25 de septiembre | 21:05      | 1 558        | 3          | 0          |

| Jornada 15       | Jornada 15 | Jornada 15    | Jornada 15             | Jornada 15       | Jornada 15 | Jornada 15   | Jornada 15 | Jornada 15 |
| Local            | Resultado  | Visitante     | Estadio                | Fecha            | Hora       | Espectadores | Amonestado | Expulsado  |
| ---------------- | ---------- | ------------- | ---------------------- | ---------------- | ---------- | ------------ | ---------- | ---------- |
| Raya2            | 0 - 3      | Zacatecas     | BBVA                   | 27 de septiembre | 17:00      | 190          | 6          | 0          |
| Tlaxcala         | 1 - 0      | Pumas Tabasco | Tlahuicole             | 27 de septiembre | 19:05      | 2 674        | 7          | 0          |
| Cimarrones       | 2 - 1      | Correcaminos  | Héroe de Nacozari      | 28 de septiembre | 12:00      | 0            | 5          | 0          |
| Celaya           | 2 - 1      | Atlante       | Miguel Alemán Valdés   | 28 de septiembre | 17:00      | 3 620        | 9          | 0          |
| Cancún           | 0 - 0      | Durango       | O. Andrés Quintana Roo | 28 de septiembre | 19:05      | 1 014        | 5          | 0          |
| Dorados          | 0 - 2      | Leones Negros | Dorados                | 28 de septiembre | 21:05      | 2 121        | 5          | 0          |
| Atlético Morelia | 1 - 1      | Tepatitlán    | Morelos                | 29 de septiembre | 17:00      | 4 497        | 9          | 0          |
| Tapatío          | 1 - 0      | Venados       | Akron                  | 29 de septiembre | 19:05      | 234          | 5          | 0          |
| Atlético La Paz  | 2 - 1      | Oaxaca        | Guaycura               | 29 de septiembre | 21:05      | 1 581        | 4          | 0          |

| Jornada 16    | Jornada 16 | Jornada 16       | Jornada 16               | Jornada 16   | Jornada 16 | Jornada 16   | Jornada 16 | Jornada 16 |
| Local         | Resultado  | Visitante        | Estadio                  | Fecha        | Hora       | Espectadores | Amonestado | Expulsado  |
| ------------- | ---------- | ---------------- | ------------------------ | ------------ | ---------- | ------------ | ---------- | ---------- |
| Leones Negros | 0 - 2      | Celaya           | Jalisco                  | 4 de octubre | 17:05      | 2 435        | 7          | 0          |
| Pumas Tabasco | 0 - 3      | Dorados          | Olímpico de Villahermosa | 4 de octubre | 19:05      | 360          | 5          | 2          |
| Venados       | 3 - 0      | Tlaxcala         | Carlos Iturralde Rivero  | 4 de octubre | 21:05      | 2 132        | 3          | 1          |
| Durango       | 2 - 2      | Atlético Morelia | Francisco Zarco          | 5 de octubre | 17:00      | 1 755        | 8          | 1          |
| Oaxaca        | 0 - 1      | Raya2            | Tecnológico de Oaxaca    | 5 de octubre | 19:05      | 2 418        | 7          | 1          |
| Correcaminos  | 4 - 2      | Atlético La Paz  | Marte R. Gómez           | 5 de octubre | 21:05      | 1 158        | 6          | 2          |
| Tepatitlán    | 0 - 2      | Cimarrones       | Gregorio "Tepa" Gómez    | 6 de octubre | 19:00      | 1 801        | 8          | 1          |
| Zacatecas     | 4 - 0      | Cancún           | Carlos Vega Villalba     | 7 de octubre | 17:00      | 2 180        | 3          | 0          |
| Atlante       | 4 - 1      | Tapatío          | Ciudad de los Deportes   | 9 de octubre | 16:00      | 4 561        | 1          | 1          |

| Jornada 17       | Jornada 17 | Jornada 17    | Jornada 17             | Jornada 17      | Jornada 17 | Jornada 17   | Jornada 17 | Jornada 17 |
| Local            | Resultado  | Visitante     | Estadio                | Fecha           | Hora       | Espectadores | Amonestado | Expulsado  |
| ---------------- | ---------- | ------------- | ---------------------- | --------------- | ---------- | ------------ | ---------- | ---------- |
| Tlaxcala         | 0 - 5      | Atlante       | Tlahuicole             | 4 de septiembre | 21:00      | 4 205        | 3          | 0          |
| Raya2            | 2 - 2      | Pumas Tabasco | BBVA                   | 11 de octubre   | 17:05      | 1 012        | 6          | 0          |
| Cancún           | 1 - 2      | Tepatitlán    | O. Andrés Quintana Roo | 11 de octubre   | 19:05      | 741          | 2          | 0          |
| Dorados          | 2 - 0      | Oaxaca        | Dorados                | 11 de octubre   | 21:05      | 2 343        | 6          | 0          |
| Atlético La Paz  | 3 - 2      | Tapatío       | Guaycura               | 12 de octubre   | 19:05      | 1 913        | 6          | 0          |
| Cimarrones       | 1 - 1      | Venados       | Héroe de Nacozari      | 12 de octubre   | 21:05      | 1 209        | 2          | 0          |
| Atlético Morelia | 0 - 1      | Leones Negros | Morelos                | 13 de octubre   | 19:00      | 6 064        | 8          | 0          |
| Durango          | 4 - 1      | Zacatecas     | Francisco Zarco        | 14 de octubre   | 17:00      | 2 925        | 4          | 1          |
| Celaya           | 0 - 3      | Correcaminos  | Miguel Alemán Valdés   | 16 de octubre   | 16:00      | 5 452        | 7          | 0          |

## Tabla general
| Pos. | Equipo           | Pts. | PJ | G  | E | P  | GF | GC | Dif. | Clasificación                   |
| ---- | ---------------- | ---- | -- | -- | - | -- | -- | -- | ---- | ------------------------------- |
| 1    | Celaya           | 38   | 17 | 12 | 2 | 3  | 28 | 13 | +15  | Cuartos de final de la liguilla |
| 2    | Atlante (C)      | 34   | 17 | 9  | 7 | 1  | 34 | 14 | +20  | Cuartos de final de la liguilla |
| 3    | Leones Negros    | 31   | 17 | 9  | 4 | 4  | 26 | 13 | +13  | Cuartos de final de la liguilla |
| 4    | Cimarrones       | 30   | 17 | 8  | 6 | 3  | 29 | 16 | +13  | Cuartos de final de la liguilla |
| 5    | Dorados          | 27   | 17 | 8  | 3 | 6  | 19 | 19 | 0    | Reclasificación a liguilla      |
| 6    | Atlético Morelia | 26   | 17 | 7  | 5 | 5  | 23 | 17 | +6   | Reclasificación a liguilla      |
| 7    | Venados          | 25   | 17 | 7  | 4 | 6  | 21 | 20 | +1   | Reclasificación a liguilla      |
| 8    | Zacatecas        | 23   | 17 | 6  | 5 | 6  | 27 | 29 | −2   | Reclasificación a liguilla      |
| 9    | Tapatío          | 22   | 17 | 6  | 4 | 7  | 22 | 27 | −5   | Reclasificación a liguilla      |
| 10   | Tepatitlán       | 21   | 17 | 5  | 6 | 6  | 22 | 23 | −1   | Reclasificación a liguilla      |
| 11   | Oaxaca           | 20   | 17 | 4  | 8 | 5  | 21 | 16 | +5   | Reclasificación a liguilla      |
| 12   | Durango          | 20   | 17 | 4  | 8 | 5  | 23 | 28 | −5   | Reclasificación a liguilla      |
| 13   | Correcaminos     | 19   | 17 | 5  | 4 | 8  | 23 | 23 | 0    |                                 |
| 14   | Tlaxcala         | 19   | 17 | 5  | 4 | 8  | 14 | 26 | −12  |                                 |
| 15   | Raya2            | 18   | 17 | 4  | 6 | 7  | 16 | 22 | −6   |                                 |
| 16   | Atlético La Paz  | 17   | 17 | 4  | 5 | 8  | 22 | 32 | −10  |                                 |
| 17   | Cancún           | 14   | 17 | 3  | 5 | 9  | 9  | 22 | −13  |                                 |
| 18   | Pumas Tabasco    | 10   | 17 | 2  | 4 | 11 | 14 | 32 | −18  |                                 |

Actualizado a los partidos jugados el 16 de octubre de 2022.
 Fuente: Liga Expansión MX
Criterios de clasificación: Puntos · Diferencia de goles · Goles a favor · Goles como visitante · Tabla de cocientes · Fair play ·  Play-off

### Evolución de la clasificación
Fecha de actualización: 16 de octubre de 2022
| Equipo / Jornada | 01 | 02 | 03 | 04 | 05 | 06 | 07 | 08  | 09  | 10  | 11  | 12  | 13 | 14 | 15  | 16 | 17 |
| ---------------- | -- | -- | -- | -- | -- | -- | -- | --- | --- | --- | --- | --- | -- | -- | --- | -- | -- |
| Celaya           | 12 | 9  | 9  | 8  | 8  | 5  | 2  | 2   | 2   | 2   | 2   | 1   | 1  | 1  | 1   | 1  | 1  |
| Atlante          | 1  | 1  | 1  | 1  | 1  | 1  | 1  | 1   | 1   | 1   | 1   | 2   | 2  | 2  | 2   | 2  | 2  |
| Leones Negros    | 10 | 4  | 6  | 6  | 3  | 2  | 4  | 5   | 4   | 4   | 4   | 4   | 3  | 3  | 3   | 4  | 3  |
| Cimarrones       | 16 | 11 | 5  | 5  | 6  | 8  | 5  | 7   | 9   | 5   | 6   | 7   | 5  | 5  | 4   | 3  | 4  |
| Dorados          | 17 | 18 | 10 | 9  | 11 | 13 | 12 | 15* | 15* | 17* | 16* | 12* | 9* | 8* | 10* | 8* | 5  |
| Atlético Morelia | 13 | 6  | 11 | 12 | 9  | 6  | 8  | 4   | 3   | 3   | 3   | 3   | 4  | 4  | 5   | 5  | 6  |
| Venados          | 15 | 15 | 8  | 11 | 14 | 15 | 15 | 14  | 11  | 6   | 8   | 5   | 7  | 6  | 7   | 6  | 7  |
| Zacatecas        | 8  | 7  | 15 | 14 | 13 | 14 | 14 | 13  | 14  | 12  | 7   | 8   | 10 | 11 | 9   | 7  | 8  |
| Tapatío          | 3  | 2  | 2  | 3  | 4  | 9  | 9  | 10* | 6*  | 10* | 10* | 9*  | 6* | 9* | 6*  | 9* | 9  |
| Tepatitlán       | 4  | 12 | 12 | 13 | 12 | 11 | 11 | 9   | 8   | 8   | 9   | 10  | 12 | 10 | 12  | 12 | 10 |
| Oaxaca           | 9  | 13 | 7  | 7  | 7  | 4  | 6  | 6   | 7   | 7   | 5   | 6   | 8  | 7  | 8   | 10 | 11 |
| Durango          | 14 | 14 | 17 | 16 | 16 | 12 | 13 | 11  | 12  | 13  | 14  | 11  | 13 | 13 | 13  | 14 | 12 |
| Correcaminos     | 2  | 5  | 4  | 4  | 5  | 10 | 10 | 12  | 13  | 15  | 12  | 15  | 16 | 15 | 16  | 15 | 13 |
| Tlaxcala         | 5  | 10 | 14 | 15 | 15 | 16 | 17 | 17  | 16  | 14  | 15  | 14  | 11 | 12 | 11  | 11 | 14 |
| Raya2            | 7  | 3  | 3  | 2  | 2  | 3  | 3  | 3   | 5   | 9   | 11  | 13  | 14 | 14 | 14  | 13 | 15 |
| Atlético La Paz  | 18 | 16 | 16 | 17 | 17 | 17 | 18 | 18  | 17  | 18  | 18  | 18  | 17 | 17 | 15  | 16 | 16 |
| Cancún           | 6  | 8  | 13 | 10 | 10 | 7  | 7  | 8   | 10  | 11  | 13  | 16  | 15 | 16 | 17  | 17 | 17 |
| Pumas Tabasco    | 11 | 17 | 18 | 18 | 18 | 18 | 16 | 16  | 18  | 16  | 17  | 17  | 18 | 18 | 18  | 18 | 18 |

- * Indica la posición del equipo con un partido pendiente.

## Reclasificación
| 19 de octubre de 2022 | Venados                                              | 4:2 (4:0) | Tepatitlán                      | Estadio Carlos Iturralde Rivero, Mérida, Yucatán               |                                                                |
| 19:00 (UTC -5)        | S. Román 3' · A. López 10', 15' (pen.) · A. Luna 40' | Reporte   | 59' J. Angulo · 76' C. González | Asistencia: 3 582 espectadores Árbitro(s): Edgar Allan Morales | Asistencia: 3 582 espectadores Árbitro(s): Edgar Allan Morales |

| 20 de octubre de 2022 | Zacatecas              | 1:0 (0:0) | Tapatío | Estadio Carlos Vega Villalba, Zacatecas, Zacatecas              |                                                                 |
| 19:00 (UTC -5)        | J. Clemente 89' (pen.) | Reporte   |         | Asistencia: 7 961 espectadores Árbitro(s): Ismael Rosario López | Asistencia: 7 961 espectadores Árbitro(s): Ismael Rosario López |

| 21 de octubre de 2022 | Atlético Morelia                                            | 1:1 (1:0) (4:3 p.)         | Oaxaca                                               | Estadio Morelos, Morelia, Michoacán                                 |                                                                     |
| 19:00 (UTC -5)        | M. Arreola 9'                                               | Reporte                    | 52' A. Tamay                                         | Asistencia: 7 458 espectadores Árbitro(s): Guillermo Pacheco Larios | Asistencia: 7 458 espectadores Árbitro(s): Guillermo Pacheco Larios |
|                       |                                                             | Tiros desde el punto penal |                                                      |                                                                     |                                                                     |
|                       | B. Mendoza · D. Pineda · A. Andrade · L. Pérez · A. Ledesma |                            | J. Cortés · H. Marín · A. León · J. Gómez · E. Reyes |                                                                     |                                                                     |

| 21 de octubre de 2022 | Dorados        | 1:3 (1:1) | Durango                                           | Estadio Dorados, Culiacán, Sinaloa                               |                                                                  |
| 21:15 (UTC -5)        | E. Armenta 11' | Reporte   | 23' B. Rosas · 90' J. Rodríguez · 90+5' O. Tirado | Asistencia: 3 233 espectadores Árbitro(s): Jorge Abraham Camacho | Asistencia: 3 233 espectadores Árbitro(s): Jorge Abraham Camacho |

## Liguilla
|  | Reclasificación                | Reclasificación                | Reclasificación                |                  |   | Cuartos de final                                                     | Cuartos de final                                                     | Cuartos de final                                                     | Cuartos de final                                                     | Cuartos de final                                                     |  |   | Semifinales                                                  | Semifinales                                                  | Semifinales                                                  | Semifinales                                                  | Semifinales                                                  |  |   | Final                                                         | Final                                                         | Final                                                         | Final                                                         | Final                                                         |  |
|  | 19, 20 y 21 de octubre de 2022 | 19, 20 y 21 de octubre de 2022 | 19, 20 y 21 de octubre de 2022 |                  |   | 25 y 26 de octubre de 2022 (ida) 28 y 29 de octubre de 2022 (vuelta) | 25 y 26 de octubre de 2022 (ida) 28 y 29 de octubre de 2022 (vuelta) | 25 y 26 de octubre de 2022 (ida) 28 y 29 de octubre de 2022 (vuelta) | 25 y 26 de octubre de 2022 (ida) 28 y 29 de octubre de 2022 (vuelta) | 25 y 26 de octubre de 2022 (ida) 28 y 29 de octubre de 2022 (vuelta) |  |   | 2 de noviembre de 2022 (ida) 5 de noviembre de 2022 (vuelta) | 2 de noviembre de 2022 (ida) 5 de noviembre de 2022 (vuelta) | 2 de noviembre de 2022 (ida) 5 de noviembre de 2022 (vuelta) | 2 de noviembre de 2022 (ida) 5 de noviembre de 2022 (vuelta) | 2 de noviembre de 2022 (ida) 5 de noviembre de 2022 (vuelta) |  |   | 9 de noviembre de 2022 (ida) 12 de noviembre de 2022 (vuelta) | 9 de noviembre de 2022 (ida) 12 de noviembre de 2022 (vuelta) | 9 de noviembre de 2022 (ida) 12 de noviembre de 2022 (vuelta) | 9 de noviembre de 2022 (ida) 12 de noviembre de 2022 (vuelta) | 9 de noviembre de 2022 (ida) 12 de noviembre de 2022 (vuelta) |  |
|  |                                |                                |                                |                  |   |                                                                      |                                                                      |                                                                      |                                                                      |                                                                      |  |   |                                                              |                                                              |                                                              |                                                              |                                                              |  |   |                                                               |                                                               |                                                               |                                                               |                                                               |  |
|  |                                |                                |                                |                  |   |                                                                      |                                                                      |                                                                      |                                                                      |                                                                      |  |   |                                                              |                                                              |                                                              |                                                              |                                                              |  |   |                                                               |                                                               |                                                               |                                                               |                                                               |  |
|  |                                |                                |                                |                  |   |                                                                      |                                                                      |                                                                      |                                                                      |                                                                      |  |   |                                                              |                                                              |                                                              |                                                              |                                                              |  |   |                                                               |                                                               |                                                               |                                                               |                                                               |  |
|  |                                |                                |                                |                  |   |                                                                      |                                                                      |                                                                      |                                                                      |                                                                      |  |   |                                                              |                                                              |                                                              |                                                              |                                                              |  |   |                                                               |                                                               |                                                               |                                                               |                                                               |  |
|  |                                |                                |                                |                  |   |                                                                      |                                                                      |                                                                      |                                                                      |                                                                      |  |   |                                                              |                                                              |                                                              |                                                              |                                                              |  |   |                                                               |                                                               |                                                               |                                                               |                                                               |  |
|  |                                | 1                              | Celaya                         | 1                | 1 | 2                                                                    |                                                                      |                                                                      |                                                                      |                                                                      |  |   |                                                              |                                                              |                                                              |                                                              |                                                              |  |   |                                                               |                                                               |                                                               |                                                               |                                                               |  |
|  |                                |                                |                                | 1                | 1 | 2                                                                    |                                                                      |                                                                      |                                                                      |                                                                      |  |   |                                                              |                                                              |                                                              |                                                              |                                                              |  |   |                                                               |                                                               |                                                               |                                                               |                                                               |  |
|  |                                |                                | 12                             | Durango          | 0 | 0                                                                    | 0                                                                    |                                                                      |                                                                      |                                                                      |  |   |                                                              |                                                              |                                                              |                                                              |                                                              |  |   |                                                               |                                                               |                                                               |                                                               |                                                               |  |
|  | 5                              | Dorados                        | 12                             | Durango          | 0 | 0                                                                    | 0                                                                    | 1                                                                    |                                                                      |                                                                      |  |   |                                                              |                                                              |                                                              |                                                              |                                                              |  |   |                                                               |                                                               |                                                               |                                                               |                                                               |  |
|  | 5                              | Dorados                        |                                |                  |   |                                                                      |                                                                      |                                                                      |                                                                      |                                                                      |  |   |                                                              |                                                              |                                                              |                                                              |                                                              |  |   |                                                               |                                                               |                                                               |                                                               |                                                               |  |
|  | 12                             | Durango                        | 3                              |                  |   |                                                                      |                                                                      |                                                                      |                                                                      |                                                                      |  |   |                                                              |                                                              |                                                              |                                                              |                                                              |  |   |                                                               |                                                               |                                                               |                                                               |                                                               |  |
|  | 12                             | Durango                        | 3                              |                  |   |                                                                      |                                                                      |                                                                      |                                                                      |                                                                      |  | 1 | Celaya                                                       | 0                                                            | 3                                                            | 3                                                            |                                                              |  |   |                                                               |                                                               |                                                               |                                                               |                                                               |  |
|  |                                |                                |                                |                  |   |                                                                      |                                                                      |                                                                      |                                                                      |                                                                      |  | 1 | Celaya                                                       | 0                                                            | 3                                                            | 3                                                            |                                                              |  |   |                                                               |                                                               |                                                               |                                                               |                                                               |  |
|  |                                |                                | 4                              | Cimarrones       | 0 | 1                                                                    | 1                                                                    |                                                                      |                                                                      |                                                                      |  |   |                                                              |                                                              |                                                              |                                                              |                                                              |  |   |                                                               |                                                               |                                                               |                                                               |                                                               |  |
|  |                                |                                | 4                              | Cimarrones       | 0 | 1                                                                    | 1                                                                    |                                                                      |                                                                      |                                                                      |  |   |                                                              |                                                              |                                                              |                                                              |                                                              |  |   |                                                               |                                                               |                                                               |                                                               |                                                               |  |
|  |                                |                                |                                |                  |   |                                                                      |                                                                      |                                                                      |                                                                      |                                                                      |  |   |                                                              |                                                              |                                                              |                                                              |                                                              |  |   |                                                               |                                                               |                                                               |                                                               |                                                               |  |
|  |                                |                                |                                |                  |   |                                                                      |                                                                      |                                                                      |                                                                      |                                                                      |  |   |                                                              |                                                              |                                                              |                                                              |                                                              |  |   |                                                               |                                                               |                                                               |                                                               |                                                               |  |
|  |                                | 4                              | Cimarrones (*)                 | 0                | 3 | 3                                                                    |                                                                      |                                                                      |                                                                      |                                                                      |  |   |                                                              |                                                              |                                                              |                                                              |                                                              |  |   |                                                               |                                                               |                                                               |                                                               |                                                               |  |
|  |                                |                                |                                | 0                | 3 | 3                                                                    |                                                                      |                                                                      |                                                                      |                                                                      |  |   |                                                              |                                                              |                                                              |                                                              |                                                              |  |   |                                                               |                                                               |                                                               |                                                               |                                                               |  |
|  |                                |                                | 6                              | Atlético Morelia | 2 | 1                                                                    | 3                                                                    |                                                                      |                                                                      |                                                                      |  |   |                                                              |                                                              |                                                              |                                                              |                                                              |  |   |                                                               |                                                               |                                                               |                                                               |                                                               |  |
|  | 6                              | Atlético Morelia (p.)          | 6                              | Atlético Morelia | 2 | 1                                                                    | 3                                                                    | 1 (4)                                                                |                                                                      |                                                                      |  |   |                                                              |                                                              |                                                              |                                                              |                                                              |  |   |                                                               |                                                               |                                                               |                                                               |                                                               |  |
|  | 6                              | Atlético Morelia (p.)          |                                |                  |   |                                                                      |                                                                      |                                                                      |                                                                      |                                                                      |  |   |                                                              |                                                              |                                                              |                                                              |                                                              |  |   |                                                               |                                                               |                                                               |                                                               |                                                               |  |
|  | 11                             | Oaxaca                         | 1 (3)                          |                  |   |                                                                      |                                                                      |                                                                      |                                                                      |                                                                      |  |   |                                                              |                                                              |                                                              |                                                              |                                                              |  |   |                                                               |                                                               |                                                               |                                                               |                                                               |  |
|  | 11                             | Oaxaca                         | 1 (3)                          |                  |   |                                                                      |                                                                      |                                                                      |                                                                      |                                                                      |  |   |                                                              |                                                              |                                                              |                                                              |                                                              |  | 1 | Celaya                                                        | 0                                                             | 1                                                             | 1                                                             |                                                               |  |
|  |                                |                                |                                |                  |   |                                                                      |                                                                      |                                                                      |                                                                      |                                                                      |  |   |                                                              |                                                              |                                                              |                                                              |                                                              |  | 1 | Celaya                                                        | 0                                                             | 1                                                             | 1                                                             |                                                               |  |
|  |                                |                                | 2                              | Atlante (t. s.)  | 0 | 3                                                                    | 3                                                                    |                                                                      |                                                                      |                                                                      |  |   |                                                              |                                                              |                                                              |                                                              |                                                              |  |   |                                                               |                                                               |                                                               |                                                               |                                                               |  |
|  |                                |                                | 2                              | Atlante (t. s.)  | 0 | 3                                                                    | 3                                                                    |                                                                      |                                                                      |                                                                      |  |   |                                                              |                                                              |                                                              |                                                              |                                                              |  |   |                                                               |                                                               |                                                               |                                                               |                                                               |  |
|  |                                |                                |                                |                  |   |                                                                      |                                                                      |                                                                      |                                                                      |                                                                      |  |   |                                                              |                                                              |                                                              |                                                              |                                                              |  |   |                                                               |                                                               |                                                               |                                                               |                                                               |  |
|  |                                |                                |                                |                  |   |                                                                      |                                                                      |                                                                      |                                                                      |                                                                      |  |   |                                                              |                                                              |                                                              |                                                              |                                                              |  |   |                                                               |                                                               |                                                               |                                                               |                                                               |  |
|  |                                | 2                              | Atlante                        | 2                | 2 | 4                                                                    |                                                                      |                                                                      |                                                                      |                                                                      |  |   |                                                              |                                                              |                                                              |                                                              |                                                              |  |   |                                                               |                                                               |                                                               |                                                               |                                                               |  |
|  |                                |                                |                                | 2                | 2 | 4                                                                    |                                                                      |                                                                      |                                                                      |                                                                      |  |   |                                                              |                                                              |                                                              |                                                              |                                                              |  |   |                                                               |                                                               |                                                               |                                                               |                                                               |  |
|  |                                |                                | 8                              | Zacatecas        | 1 | 1                                                                    | 2                                                                    |                                                                      |                                                                      |                                                                      |  |   |                                                              |                                                              |                                                              |                                                              |                                                              |  |   |                                                               |                                                               |                                                               |                                                               |                                                               |  |
|  | 8                              | Zacatecas                      | 8                              | Zacatecas        | 1 | 1                                                                    | 2                                                                    | 1                                                                    |                                                                      |                                                                      |  |   |                                                              |                                                              |                                                              |                                                              |                                                              |  |   |                                                               |                                                               |                                                               |                                                               |                                                               |  |
|  | 8                              | Zacatecas                      |                                |                  |   |                                                                      |                                                                      |                                                                      |                                                                      |                                                                      |  |   |                                                              |                                                              |                                                              |                                                              |                                                              |  |   |                                                               |                                                               |                                                               |                                                               |                                                               |  |
|  | 9                              | Tapatío                        | 0                              |                  |   |                                                                      |                                                                      |                                                                      |                                                                      |                                                                      |  |   |                                                              |                                                              |                                                              |                                                              |                                                              |  |   |                                                               |                                                               |                                                               |                                                               |                                                               |  |
|  | 9                              | Tapatío                        | 0                              |                  |   |                                                                      |                                                                      |                                                                      |                                                                      |                                                                      |  | 2 | Atlante                                                      | 1                                                            | 1                                                            | 2                                                            |                                                              |  |   |                                                               |                                                               |                                                               |                                                               |                                                               |  |
|  |                                |                                |                                |                  |   |                                                                      |                                                                      |                                                                      |                                                                      |                                                                      |  | 2 | Atlante                                                      | 1                                                            | 1                                                            | 2                                                            |                                                              |  |   |                                                               |                                                               |                                                               |                                                               |                                                               |  |
|  |                                |                                | 3                              | Leones Negros    | 1 | 0                                                                    | 1                                                                    |                                                                      |                                                                      |                                                                      |  |   |                                                              |                                                              |                                                              |                                                              |                                                              |  |   |                                                               |                                                               |                                                               |                                                               |                                                               |  |
|  |                                |                                | 3                              | Leones Negros    | 1 | 0                                                                    | 1                                                                    |                                                                      |                                                                      |                                                                      |  |   |                                                              |                                                              |                                                              |                                                              |                                                              |  |   |                                                               |                                                               |                                                               |                                                               |                                                               |  |
|  |                                |                                |                                |                  |   |                                                                      |                                                                      |                                                                      |                                                                      |                                                                      |  |   |                                                              |                                                              |                                                              |                                                              |                                                              |  |   |                                                               |                                                               |                                                               |                                                               |                                                               |  |
|  |                                |                                |                                |                  |   |                                                                      |                                                                      |                                                                      |                                                                      |                                                                      |  |   |                                                              |                                                              |                                                              |                                                              |                                                              |  |   |                                                               |                                                               |                                                               |                                                               |                                                               |  |
|  |                                | 3                              | Leones Negros                  | 0                | 3 | 3                                                                    |                                                                      |                                                                      |                                                                      |                                                                      |  |   |                                                              |                                                              |                                                              |                                                              |                                                              |  |   |                                                               |                                                               |                                                               |                                                               |                                                               |  |
|  |                                |                                |                                | 0                | 3 | 3                                                                    |                                                                      |                                                                      |                                                                      |                                                                      |  |   |                                                              |                                                              |                                                              |                                                              |                                                              |  |   |                                                               |                                                               |                                                               |                                                               |                                                               |  |
|  |                                |                                | 7                              | Venados          | 2 | 0                                                                    | 2                                                                    |                                                                      |                                                                      |                                                                      |  |   |                                                              |                                                              |                                                              |                                                              |                                                              |  |   |                                                               |                                                               |                                                               |                                                               |                                                               |  |
|  | 7                              | Venados                        | 7                              | Venados          | 2 | 0                                                                    | 2                                                                    | 4                                                                    |                                                                      |                                                                      |  |   |                                                              |                                                              |                                                              |                                                              |                                                              |  |   |                                                               |                                                               |                                                               |                                                               |                                                               |  |
|  | 7                              | Venados                        |                                |                  |   |                                                                      |                                                                      |                                                                      |                                                                      |                                                                      |  |   |                                                              |                                                              |                                                              |                                                              |                                                              |  |   |                                                               |                                                               |                                                               |                                                               |                                                               |  |
|  | 10                             | Tepatitlán                     | 2                              |                  |   |                                                                      |                                                                      |                                                                      |                                                                      |                                                                      |  |   |                                                              |                                                              |                                                              |                                                              |                                                              |  |   |                                                               |                                                               |                                                               |                                                               |                                                               |  |
|  | 10                             | Tepatitlán                     | 2                              |                  |   |                                                                      |                                                                      |                                                                      |                                                                      |                                                                      |  |   |                                                              |                                                              |                                                              |                                                              |                                                              |  |   |                                                               |                                                               |                                                               |                                                               |                                                               |  |
|  |                                |                                |                                |                  |   |                                                                      |                                                                      |                                                                      |                                                                      |                                                                      |  |   |                                                              |                                                              |                                                              |                                                              |                                                              |  |   |                                                               |                                                               |                                                               |                                                               |                                                               |  |

- Campeón clasifica al  Campeón de Campeones 2022-23

(*) Avanza por su posición de la tabla

### Cuartos de final
| 26 de octubre de 2022 | Durango | 0:1 (0:0) | Celaya       | Estadio Francisco Zarco, Durango, Durango                          |                                                                    |
| 17:00 (UTC -5)        |         | Reporte   | 89' R. Marín | Asistencia: 7 060 espectadores Árbitro(s): Gustavo Padilla Aguirre | Asistencia: 7 060 espectadores Árbitro(s): Gustavo Padilla Aguirre |

| 29 de octubre de 2022                   | Celaya        | 1:0 (0:0) (Global 2:0) | Durango | Estadio Miguel Alemán Valdés, Celaya, Guanajuato                               |                                                                                |
| 17:00 (UTC -5)                          | D. Zamora 83' | Reporte                |         | Asistencia: 5 376 espectadores Árbitro(s): Abraham de Jesús Quitarte Contreras | Asistencia: 5 376 espectadores Árbitro(s): Abraham de Jesús Quitarte Contreras |
| Celaya avanza a semifinales. Global 2:0 |               |                        |         |                                                                                |                                                                                |

| 26 de octubre de 2022 | Zacatecas   | 1:2 (1:2) | Atlante                          | Estadio Carlos Vega Villalba, Zacatecas, Zacatecas               |                                                                  |
| 19:05 (UTC -5)        | L. Razo 41' | Reporte   | 29' C. Bermúdez · 32' J. Sánchez | Asistencia: 9 074 espectadores Árbitro(s): Mario Terrazas Chávez | Asistencia: 9 074 espectadores Árbitro(s): Mario Terrazas Chávez |

| 29 de octubre de 2022                    | Atlante                      | 2:1 (2:1) (Global 4:2) | Zacatecas   | Estadio de la Ciudad de los Deportes, Ciudad de México                  |                                                                         |
| 19:15 (UTC -5)                           | E. Partida 8' · D. Lajud 41' | Reporte                | L. Razo 19' | Asistencia: 4 609 espectadores Árbitro(s): Vicente Jassiel Reynosa Arce | Asistencia: 4 609 espectadores Árbitro(s): Vicente Jassiel Reynosa Arce |
| Atlante avanza a semifinales. Global 4:2 |                              |                        |             |                                                                         |                                                                         |

| 25 de octubre de 2022 | Venados                            | 2:0 (1:0) | Leones Negros | Estadio Carlos Iturralde Rivero, Mérida, Yucatán                          |                                                                           |
| 19:00 (UTC -5)        | Manuel Pérez 23' · Mauro Pérez 64' | Reporte   |               | Asistencia: 5 032 espectadores Árbitro(s): Maximiliano Quintero Hernández | Asistencia: 5 032 espectadores Árbitro(s): Maximiliano Quintero Hernández |

| 28 de octubre de 2022                          | Leones Negros                                 | 3:0 (2:0) (Global 3:2) | Venados | Estadio Jalisco, Guadalajara, Jalisco                         |                                                               |
| 19:05 (UTC -5)                                 | O. Villa 19' · A. Carreón 30' · J. Flores 58' | Reporte                |         | Asistencia: 4 307 espectadores Árbitro(s): Jesús Rafael López | Asistencia: 4 307 espectadores Árbitro(s): Jesús Rafael López |
| Leones Negros avanzó a Semifinales. Global 3-2 |                                               |                        |         |                                                               |                                                               |

| 25 de octubre de 2022 | Atlético Morelia                | 2:0 (1:0) | Cimarrones | Estadio Morelos, Morelia, Michoacán                                  |                                                                      |
| 21:05 (UTC -5)        | A. Andrade 22' · J. Uchuari 83' | Reporte   |            | Asistencia: 9 248 espectadores Árbitro(s): Salvador Pérez Villalobos | Asistencia: 9 248 espectadores Árbitro(s): Salvador Pérez Villalobos |

| 28 de octubre de 2022                                                                                       | Cimarrones                      | 3:1 (3:1) (Global 3:3) | Atlético Morelia | Estadio Héroe de Nacozari, Hermosillo, Sonora                         |                                                                       |
| 21:15 (UTC -5)                                                                                              | F. Acuña 22', 24' · J. Ruíz 33' | Reporte                | 6' S. Vergara    | Asistencia: 3 462 espectadores Árbitro(s): Iván Antonio López Sánchez | Asistencia: 3 462 espectadores Árbitro(s): Iván Antonio López Sánchez |
| Cimarrones avanza a Semifinales por posición en la tabla regular tras empatar en el marcador global por 3-3 |                                 |                        |                  |                                                                       |                                                                       |

### Semifinales
| 2 de noviembre de 2022 | Cimarrones | 0:0     | Celaya | Estadio Héroe de Nacozari, Hermosillo, Sonora                        |                                                                      |
| 21:05 (UTC -7)         |            | Reporte |        | Asistencia: 5 643 espectadores Árbitro(s): Salvador Pérez Villalobos | Asistencia: 5 643 espectadores Árbitro(s): Salvador Pérez Villalobos |

| 5 de noviembre de 2022               | Celaya                                       | 3:1 (1:0) (Global 3:1) | Cimarrones   | Estadio Miguel Alemán Valdés, Celaya, Guanajuato                               |                                                                                |
| 17:00 (UTC -6)                       | R. Marín 5' · G. Acosta 66' · E. Herrera 90' | Reporte                | 60' D. López | Asistencia: 9 084 espectadores Árbitro(s): Abraham de Jesús Quirarte Contreras | Asistencia: 9 084 espectadores Árbitro(s): Abraham de Jesús Quirarte Contreras |
| Celaya avanza a la Final. Global 3:1 |                                              |                        |              |                                                                                |                                                                                |

| 2 de noviembre de 2022 | Leones Negros  | 1:1 (0:1) | Atlante         | Estadio Jalisco, Guadalajara, Jalisco                                     |                                                                           |
| 19:00 (UTC -6)         | M. Vallejo 64' | Reporte   | 28' J. Martínez | Asistencia: 8 017 espectadores Árbitro(s): Maximiliano Quintero Hernández | Asistencia: 8 017 espectadores Árbitro(s): Maximiliano Quintero Hernández |

| 5 de noviembre de 2022                | Atlante         | 1:0 (0:0) | Leones Negros | Estadio de la Ciudad de los Deportes, Ciudad de México                  |                                                                         |
| 19:05 (UTC -6)                        | J. Martínez 66' | Reporte   |               | Asistencia: 7 616 espectadores Árbitro(s): Vicente Jassiel Reynoso Arce | Asistencia: 7 616 espectadores Árbitro(s): Vicente Jassiel Reynoso Arce |
| Atlante avanza a la Final. Global 2:1 |                 |           |               |                                                                         |                                                                         |

### Final
| 9 de noviembre de 2022 | Atlante | 0:0     | Celaya | Estadio de la Ciudad de los Deportes, Ciudad de México                 |                                                                        |
| 20:00 (UTC -6)         |         | Reporte |        | Asistencia: 12 534 espectadores Árbitro(s): Iván Antonio López Sánchez | Asistencia: 12 534 espectadores Árbitro(s): Iván Antonio López Sánchez |

| 12 de noviembre de 2022                              | Celaya        | 1:3 (0:1) | Atlante                                           | Estadio Miguel Alemán Valdés, Celaya, Guanajuato                  |                                                                   |
| 17:00 (UTC -6)                                       | G. Acosta 47' | Reporte   | 16' C. Bermúdez · 111' G. Allison · 114' C. López | Asistencia: 18 754 espectadores Árbitro(s): Mario Terrazas Chávez | Asistencia: 18 754 espectadores Árbitro(s): Mario Terrazas Chávez |
| Atlante campeón del Torneo Apertura 2022. Global 1-3 |               |           |                                                   |                                                                   |                                                                   |

##### Final - Ida
| 20    | POR   | Humberto Hernández    |       |
| 4     | DEF   | Jonathan Sánchez      |       |
| 19    | DEF   | Juan Portales         |       |
| 5     | DEF   | Francisco Reyes       |       |
| 6     | DEF   | Edson Partida         |       |
| 16    | MED   | Jonathan Martínez     |       |
| 14    | MED   | Rolando González      |       |
| 10    | MED   | Juan Domínguez        | 90+5' |
| 22    | MED   | Jesús Venegas         |       |
| 18    | MED   | Christian Bermúdez    | 85'   |
| 11    | DEL   | Daniel Lajud          | 82'   |
| D. T. | D. T. | Mario García Covalles |       |

| 25    | POR   | Guillermo Allison       |       |
| 27    | DEF   | Mauro Brasil            |       |
| 23    | DEF   | Leobardo López          |       |
| 4     | DEF   | Daniel Zamora           |       |
| 21    | DEF   | Ricardo Peña            |       |
| 7     | MED   | Diego Aguilar           |       |
| 18    | MED   | Adolfo Domínguez        |       |
| 12    | MED   | Gael Acosta             | 65'   |
| 10    | DEL   | Ricardo Marín           | 90+5' |
| 11    | DEL   | Diego González          |       |
| 29    | DEL   | Kevin Lara              | 83'   |
| D. T. | D. T. | Francisco Ramírez Gámez |       |

| 26 | DEL | Daniel López     | 82'   |
| 21 | MED | Paul Galván      | 85'   |
| 2  | DEF | Fernando Ramírez | 90+5' |

| 9  | DEL | Emanuel Herrera | 65'   |
| 16 | DEF | Jhory Celaya    | 83'   |
| 19 | MED | Jesús Miranda   | 90+5' |

| 14' · 37' · 55' · 88' | Rolando González Christian Bermúdez Jonathan Martínez Humberto Hernández |

| 1' · 29' · 45' · 86' | Kevin Lara Adolfo Domínguez Ricardo Marín Mauro Brasil |

| 86' | Jonathan Martínez |

| 90+6' | Jesús Miranda |

| Principal  | Iván Antonio López Sánchez    |
| Asistentes | Jair de Jesús Sosa García     |
|            | Jaime Daniel González Ramírez |
| Cuarto     | Vicente Jassiel Reynoso Arce  |

|                    |     |     |
| Tiros a puerta     | 12  | 2   |
| Saques de esquina  | 9   | 4   |
| Penaltis           | 0   | 0   |
| Posesión del balón | 74% | 26% |

| Alineación inicial |

| 20    | POR   | Humberto Hernández    |       |
| 4     | DEF   | Jonathan Sánchez      |       |
| 19    | DEF   | Juan Portales         |       |
| 5     | DEF   | Francisco Reyes       |       |
| 6     | DEF   | Edson Partida         |       |
| 16    | MED   | Jonathan Martínez     |       |
| 14    | MED   | Rolando González      |       |
| 10    | MED   | Juan Domínguez        | 90+5' |
| 22    | MED   | Jesús Venegas         |       |
| 18    | MED   | Christian Bermúdez    | 85'   |
| 11    | DEL   | Daniel Lajud          | 82'   |
| D. T. | D. T. | Mario García Covalles |       |

| 25    | POR   | Guillermo Allison       |       |
| 27    | DEF   | Mauro Brasil            |       |
| 23    | DEF   | Leobardo López          |       |
| 4     | DEF   | Daniel Zamora           |       |
| 21    | DEF   | Ricardo Peña            |       |
| 7     | MED   | Diego Aguilar           |       |
| 18    | MED   | Adolfo Domínguez        |       |
| 12    | MED   | Gael Acosta             | 65'   |
| 10    | DEL   | Ricardo Marín           | 90+5' |
| 11    | DEL   | Diego González          |       |
| 29    | DEL   | Kevin Lara              | 83'   |
| D. T. | D. T. | Francisco Ramírez Gámez |       |

| 26 | DEL | Daniel López     | 82'   |
| 21 | MED | Paul Galván      | 85'   |
| 2  | DEF | Fernando Ramírez | 90+5' |

| 9  | DEL | Emanuel Herrera | 65'   |
| 16 | DEF | Jhory Celaya    | 83'   |
| 19 | MED | Jesús Miranda   | 90+5' |

| 14' · 37' · 55' · 88' | Rolando González Christian Bermúdez Jonathan Martínez Humberto Hernández |

| 1' · 29' · 45' · 86' | Kevin Lara Adolfo Domínguez Ricardo Marín Mauro Brasil |

| 86' | Jonathan Martínez |

| 90+6' | Jesús Miranda |

| Principal  | Iván Antonio López Sánchez    |
| Asistentes | Jair de Jesús Sosa García     |
|            | Jaime Daniel González Ramírez |
| Cuarto     | Vicente Jassiel Reynoso Arce  |

|                    |     |     |
| Tiros a puerta     | 12  | 2   |
| Saques de esquina  | 9   | 4   |
| Penaltis           | 0   | 0   |
| Posesión del balón | 74% | 26% |

| Alineación inicial |

| 20    | POR   | Humberto Hernández    |       |
| 4     | DEF   | Jonathan Sánchez      |       |
| 19    | DEF   | Juan Portales         |       |
| 5     | DEF   | Francisco Reyes       |       |
| 6     | DEF   | Edson Partida         |       |
| 16    | MED   | Jonathan Martínez     |       |
| 14    | MED   | Rolando González      |       |
| 10    | MED   | Juan Domínguez        | 90+5' |
| 22    | MED   | Jesús Venegas         |       |
| 18    | MED   | Christian Bermúdez    | 85'   |
| 11    | DEL   | Daniel Lajud          | 82'   |
| D. T. | D. T. | Mario García Covalles |       |

| 25    | POR   | Guillermo Allison       |       |
| 27    | DEF   | Mauro Brasil            |       |
| 23    | DEF   | Leobardo López          |       |
| 4     | DEF   | Daniel Zamora           |       |
| 21    | DEF   | Ricardo Peña            |       |
| 7     | MED   | Diego Aguilar           |       |
| 18    | MED   | Adolfo Domínguez        |       |
| 12    | MED   | Gael Acosta             | 65'   |
| 10    | DEL   | Ricardo Marín           | 90+5' |
| 11    | DEL   | Diego González          |       |
| 29    | DEL   | Kevin Lara              | 83'   |
| D. T. | D. T. | Francisco Ramírez Gámez |       |

| 26 | DEL | Daniel López     | 82'   |
| 21 | MED | Paul Galván      | 85'   |
| 2  | DEF | Fernando Ramírez | 90+5' |

| 9  | DEL | Emanuel Herrera | 65'   |
| 16 | DEF | Jhory Celaya    | 83'   |
| 19 | MED | Jesús Miranda   | 90+5' |

| 14' · 37' · 55' · 88' | Rolando González Christian Bermúdez Jonathan Martínez Humberto Hernández |

| 1' · 29' · 45' · 86' | Kevin Lara Adolfo Domínguez Ricardo Marín Mauro Brasil |

| 86' | Jonathan Martínez |

| 90+6' | Jesús Miranda |

| Principal  | Iván Antonio López Sánchez    |
| Asistentes | Jair de Jesús Sosa García     |
|            | Jaime Daniel González Ramírez |
| Cuarto     | Vicente Jassiel Reynoso Arce  |

|                    |     |     |
| Tiros a puerta     | 12  | 2   |
| Saques de esquina  | 9   | 4   |
| Penaltis           | 0   | 0   |
| Posesión del balón | 74% | 26% |

| Alineación inicial |

| 20    | POR   | Humberto Hernández    |       |
| 4     | DEF   | Jonathan Sánchez      |       |
| 19    | DEF   | Juan Portales         |       |
| 5     | DEF   | Francisco Reyes       |       |
| 6     | DEF   | Edson Partida         |       |
| 16    | MED   | Jonathan Martínez     |       |
| 14    | MED   | Rolando González      |       |
| 10    | MED   | Juan Domínguez        | 90+5' |
| 22    | MED   | Jesús Venegas         |       |
| 18    | MED   | Christian Bermúdez    | 85'   |
| 11    | DEL   | Daniel Lajud          | 82'   |
| D. T. | D. T. | Mario García Covalles |       |

| 25    | POR   | Guillermo Allison       |       |
| 27    | DEF   | Mauro Brasil            |       |
| 23    | DEF   | Leobardo López          |       |
| 4     | DEF   | Daniel Zamora           |       |
| 21    | DEF   | Ricardo Peña            |       |
| 7     | MED   | Diego Aguilar           |       |
| 18    | MED   | Adolfo Domínguez        |       |
| 12    | MED   | Gael Acosta             | 65'   |
| 10    | DEL   | Ricardo Marín           | 90+5' |
| 11    | DEL   | Diego González          |       |
| 29    | DEL   | Kevin Lara              | 83'   |
| D. T. | D. T. | Francisco Ramírez Gámez |       |

| 26 | DEL | Daniel López     | 82'   |
| 21 | MED | Paul Galván      | 85'   |
| 2  | DEF | Fernando Ramírez | 90+5' |

| 9  | DEL | Emanuel Herrera | 65'   |
| 16 | DEF | Jhory Celaya    | 83'   |
| 19 | MED | Jesús Miranda   | 90+5' |

| 14' · 37' · 55' · 88' | Rolando González Christian Bermúdez Jonathan Martínez Humberto Hernández |

| 1' · 29' · 45' · 86' | Kevin Lara Adolfo Domínguez Ricardo Marín Mauro Brasil |

| 86' | Jonathan Martínez |

| 90+6' | Jesús Miranda |

| Principal  | Iván Antonio López Sánchez    |
| Asistentes | Jair de Jesús Sosa García     |
|            | Jaime Daniel González Ramírez |
| Cuarto     | Vicente Jassiel Reynoso Arce  |

|                    |     |     |
| Tiros a puerta     | 12  | 2   |
| Saques de esquina  | 9   | 4   |
| Penaltis           | 0   | 0   |
| Posesión del balón | 74% | 26% |

| Alineación inicial |

##### Final - Vuelta
| 25    | POR   | Guillermo Allison       |       |
| 27    | DEF   | Mauro Brasil            | 95'   |
| 23    | DEF   | Leobardo López          |       |
| 4     | DEF   | Daniel Zamora           |       |
| 21    | DEF   | Ricardo Peña            |       |
| 7     | MED   | Diego Aguilar           | 83'   |
| 18    | MED   | Adolfo Domínguez        |       |
| 12    | MED   | Gael Acosta             | 90+3' |
| 10    | DEL   | Ricardo Marín           |       |
| 11    | DEL   | Diego González          | 62'   |
| 29    | DEL   | Kevin Lara              |       |
| D. T. | D. T. | Francisco Ramírez Gámez |       |

| 20    | POR   | Humberto Hernández    |      |
| 4     | DEF   | Jonathan Sánchez      |      |
| 19    | DEF   | Juan Portales         |      |
| 5     | DEF   | Francisco Reyes       | 59'  |
| 6     | MED   | Edson Partida         | 86'  |
| 22    | MED   | Jesús Venegas         |      |
| 14    | MED   | Rolando González      |      |
| 10    | MED   | Juan Domínguez        |      |
| 18    | MED   | Christian Bermúdez    | 106' |
| 11    | MED   | Daniel Lajud          | 106' |
| 21    | MED   | Paul Galván           |      |
| D. T. | D. T. | Mario García Covalles |      |

| 16 | DEF | Jhory Celaya    | 62'   |
| 15 | DEL | Diego Medina    | 83'   |
| 17 | DEF | Andrés Catalán  | 90+3' |
| 9  | DEL | Emanuel Herrera | 95'   |

| 15 | DEF | Naelson Cárdenas   | 59'  |
| 26 | DEL | Daniel López       | 86'  |
| 9  | DEL | César López        | 106' |
| 13 | MED | Maximiliano García | 106' |

| 47' | Gael Acosta | 1:1 |

| 16' · 111' · 114' | Christian Bermúdez Guillermo Allison César López | 1:0 2:1 3:1 |

| 34' · 66' · 98' | Adolfo Domínguez Gael Acosta Jhory Celaya |

| 37' · 74' · 78' · 81' · 94' | Rolando González Paul Galván Edson Partida Humberto Hernández Jonathan Sánchez |

| Principal  | Mario Terrazas Chávez               |
| Asistentes | Erick Duron Martínez                |
|            | Oscar Yahir Barriga Castro          |
| Cuarto     | Abraham de Jesús Quirarte Contreras |

| Alineación inicial |

| 25    | POR   | Guillermo Allison       |       |
| 27    | DEF   | Mauro Brasil            | 95'   |
| 23    | DEF   | Leobardo López          |       |
| 4     | DEF   | Daniel Zamora           |       |
| 21    | DEF   | Ricardo Peña            |       |
| 7     | MED   | Diego Aguilar           | 83'   |
| 18    | MED   | Adolfo Domínguez        |       |
| 12    | MED   | Gael Acosta             | 90+3' |
| 10    | DEL   | Ricardo Marín           |       |
| 11    | DEL   | Diego González          | 62'   |
| 29    | DEL   | Kevin Lara              |       |
| D. T. | D. T. | Francisco Ramírez Gámez |       |

| 20    | POR   | Humberto Hernández    |      |
| 4     | DEF   | Jonathan Sánchez      |      |
| 19    | DEF   | Juan Portales         |      |
| 5     | DEF   | Francisco Reyes       | 59'  |
| 6     | MED   | Edson Partida         | 86'  |
| 22    | MED   | Jesús Venegas         |      |
| 14    | MED   | Rolando González      |      |
| 10    | MED   | Juan Domínguez        |      |
| 18    | MED   | Christian Bermúdez    | 106' |
| 11    | MED   | Daniel Lajud          | 106' |
| 21    | MED   | Paul Galván           |      |
| D. T. | D. T. | Mario García Covalles |      |

| 16 | DEF | Jhory Celaya    | 62'   |
| 15 | DEL | Diego Medina    | 83'   |
| 17 | DEF | Andrés Catalán  | 90+3' |
| 9  | DEL | Emanuel Herrera | 95'   |

| 15 | DEF | Naelson Cárdenas   | 59'  |
| 26 | DEL | Daniel López       | 86'  |
| 9  | DEL | César López        | 106' |
| 13 | MED | Maximiliano García | 106' |

| 47' | Gael Acosta | 1:1 |

| 16' · 111' · 114' | Christian Bermúdez Guillermo Allison César López | 1:0 2:1 3:1 |

| 34' · 66' · 98' | Adolfo Domínguez Gael Acosta Jhory Celaya |

| 37' · 74' · 78' · 81' · 94' | Rolando González Paul Galván Edson Partida Humberto Hernández Jonathan Sánchez |

| Principal  | Mario Terrazas Chávez               |
| Asistentes | Erick Duron Martínez                |
|            | Oscar Yahir Barriga Castro          |
| Cuarto     | Abraham de Jesús Quirarte Contreras |

| Alineación inicial |

| 25    | POR   | Guillermo Allison       |       |
| 27    | DEF   | Mauro Brasil            | 95'   |
| 23    | DEF   | Leobardo López          |       |
| 4     | DEF   | Daniel Zamora           |       |
| 21    | DEF   | Ricardo Peña            |       |
| 7     | MED   | Diego Aguilar           | 83'   |
| 18    | MED   | Adolfo Domínguez        |       |
| 12    | MED   | Gael Acosta             | 90+3' |
| 10    | DEL   | Ricardo Marín           |       |
| 11    | DEL   | Diego González          | 62'   |
| 29    | DEL   | Kevin Lara              |       |
| D. T. | D. T. | Francisco Ramírez Gámez |       |

| 20    | POR   | Humberto Hernández    |      |
| 4     | DEF   | Jonathan Sánchez      |      |
| 19    | DEF   | Juan Portales         |      |
| 5     | DEF   | Francisco Reyes       | 59'  |
| 6     | MED   | Edson Partida         | 86'  |
| 22    | MED   | Jesús Venegas         |      |
| 14    | MED   | Rolando González      |      |
| 10    | MED   | Juan Domínguez        |      |
| 18    | MED   | Christian Bermúdez    | 106' |
| 11    | MED   | Daniel Lajud          | 106' |
| 21    | MED   | Paul Galván           |      |
| D. T. | D. T. | Mario García Covalles |      |

| 16 | DEF | Jhory Celaya    | 62'   |
| 15 | DEL | Diego Medina    | 83'   |
| 17 | DEF | Andrés Catalán  | 90+3' |
| 9  | DEL | Emanuel Herrera | 95'   |

| 15 | DEF | Naelson Cárdenas   | 59'  |
| 26 | DEL | Daniel López       | 86'  |
| 9  | DEL | César López        | 106' |
| 13 | MED | Maximiliano García | 106' |

| 47' | Gael Acosta | 1:1 |

| 16' · 111' · 114' | Christian Bermúdez Guillermo Allison César López | 1:0 2:1 3:1 |

| 34' · 66' · 98' | Adolfo Domínguez Gael Acosta Jhory Celaya |

| 37' · 74' · 78' · 81' · 94' | Rolando González Paul Galván Edson Partida Humberto Hernández Jonathan Sánchez |

| Principal  | Mario Terrazas Chávez               |
| Asistentes | Erick Duron Martínez                |
|            | Oscar Yahir Barriga Castro          |
| Cuarto     | Abraham de Jesús Quirarte Contreras |

| Alineación inicial |

| 25    | POR   | Guillermo Allison       |       |
| 27    | DEF   | Mauro Brasil            | 95'   |
| 23    | DEF   | Leobardo López          |       |
| 4     | DEF   | Daniel Zamora           |       |
| 21    | DEF   | Ricardo Peña            |       |
| 7     | MED   | Diego Aguilar           | 83'   |
| 18    | MED   | Adolfo Domínguez        |       |
| 12    | MED   | Gael Acosta             | 90+3' |
| 10    | DEL   | Ricardo Marín           |       |
| 11    | DEL   | Diego González          | 62'   |
| 29    | DEL   | Kevin Lara              |       |
| D. T. | D. T. | Francisco Ramírez Gámez |       |

| 20    | POR   | Humberto Hernández    |      |
| 4     | DEF   | Jonathan Sánchez      |      |
| 19    | DEF   | Juan Portales         |      |
| 5     | DEF   | Francisco Reyes       | 59'  |
| 6     | MED   | Edson Partida         | 86'  |
| 22    | MED   | Jesús Venegas         |      |
| 14    | MED   | Rolando González      |      |
| 10    | MED   | Juan Domínguez        |      |
| 18    | MED   | Christian Bermúdez    | 106' |
| 11    | MED   | Daniel Lajud          | 106' |
| 21    | MED   | Paul Galván           |      |
| D. T. | D. T. | Mario García Covalles |      |

| 16 | DEF | Jhory Celaya    | 62'   |
| 15 | DEL | Diego Medina    | 83'   |
| 17 | DEF | Andrés Catalán  | 90+3' |
| 9  | DEL | Emanuel Herrera | 95'   |

| 15 | DEF | Naelson Cárdenas   | 59'  |
| 26 | DEL | Daniel López       | 86'  |
| 9  | DEL | César López        | 106' |
| 13 | MED | Maximiliano García | 106' |

| 47' | Gael Acosta | 1:1 |

| 16' · 111' · 114' | Christian Bermúdez Guillermo Allison César López | 1:0 2:1 3:1 |

| 34' · 66' · 98' | Adolfo Domínguez Gael Acosta Jhory Celaya |

| 37' · 74' · 78' · 81' · 94' | Rolando González Paul Galván Edson Partida Humberto Hernández Jonathan Sánchez |

| Principal  | Mario Terrazas Chávez               |
| Asistentes | Erick Duron Martínez                |
|            | Oscar Yahir Barriga Castro          |
| Cuarto     | Abraham de Jesús Quirarte Contreras |

| Alineación inicial |

| Campeón Apertura 2022 |
| --------------------- |
|                       |
| Atlante               |
| 2.° título            |

## Tabla de cocientes
Al igual que en la Liga MX el descenso fue suspendido para la temporada 2022-23, sin embargo, de acuerdo con el Artículo 24 del reglamento de competencia, los tres clubes que ocupen los últimos lugares de la tabla de cocientes deberán pagar la multa correspondiente de acuerdo con el reparto establecido: $MXN 1.5 millones el último lugar; $MXN 1 millón el penúltimo; y $MXN 500 mil el antepenúltimo puesto de la tabla. Los clubes filiales (Pumas Tabasco, Raya2 y Tapatío), además de los equipos con estatus de invitado de la Liga Premier (Durango y Tlaxcala) quedan exentos de pagar la multa, sin embargo, si un equipo de los citados finaliza en esas posiciones, no habrá recorrido en la tabla y esa multa no será pagada por ningún otro equipo.
- Fecha de actualización: 16 de octubre de 2022[24]

| Pos. | Equipo           | G20             | GC21            | A21             | C22             | A22 | Puntos | G20J            | GC21J           | A21J            | C22J            | A22J | Juegos | DG  | Cociente |
| ---- | ---------------- | --------------- | --------------- | --------------- | --------------- | --- | ------ | --------------- | --------------- | --------------- | --------------- | ---- | ------ | --- | -------- |
| 1    | Celaya           | 32              | 25              | 25              | 27              | 38  | 147    | 15              | 15              | 16              | 16              | 17   | 79     | 49  | 1.8608   |
| 2    | Atlante          | 28              | 22              | 31              | 23              | 34  | 139    | 15              | 15              | 16              | 16              | 17   | 79     | 55  | 1.7595   |
| 3    | Atlético Morelia | 26              | 29              | 28              | 25              | 26  | 134    | 15              | 15              | 16              | 16              | 17   | 79     | 29  | 1.6962   |
| 4    | Cimarrones       | 28              | 26              | 21              | 23              | 30  | 128    | 15              | 15              | 16              | 16              | 17   | 79     | 31  | 1.6203   |
| 5    | Dorados          | 14              | 18              | 37              | 19              | 27  | 115    | 15              | 15              | 16              | 16              | 17   | 79     | 3   | 1.4557   |
| 6    | Zacatecas        | 23              | 24              | 19              | 24              | 23  | 113    | 15              | 15              | 16              | 16              | 17   | 79     | 22  | 1.4304   |
| 7    | Leones Negros    | 13              | 11              | 25              | 29              | 31  | 109    | 15              | 15              | 16              | 16              | 17   | 79     | 9   | 1.3798   |
| 8    | Tepatitlán       | 23              | 22              | 18              | 22              | 21  | 106    | 15              | 15              | 16              | 16              | 17   | 79     | -5  | 1.3418   |
| 9    | Tapatío          | 21              | 22              | 14              | 22              | 22  | 101    | 15              | 15              | 16              | 16              | 17   | 79     | -17 | 1.2785   |
| 10   | Venados          | 16              | 17              | 21              | 22              | 25  | 101    | 15              | 15              | 16              | 16              | 17   | 79     | -19 | 1.2785   |
| 11   | Oaxaca           | 13              | 19              | 16              | 31              | 20  | 99     | 15              | 15              | 16              | 16              | 17   | 79     | 0   | 1.2532   |
| 12   | Tlaxcala         | 18              | 19              | 18              | 22              | 19  | 96     | 15              | 15              | 16              | 16              | 17   | 79     | -29 | 1.2152   |
| 13   | Cancún           | 24              | 21              | 13              | 23              | 14  | 95     | 15              | 15              | 16              | 16              | 17   | 79     | -25 | 1.2025   |
| 14   | Durango          | Liga Premier MX | Liga Premier MX | Liga Premier MX | Liga Premier MX | 20  | 20     | Liga Premier MX | Liga Premier MX | Liga Premier MX | Liga Premier MX | 17   | 17     | -5  | 1.1765   |
| 15   | Atlético La Paz  | 23              | 16              | 22              | 11              | 17  | 89     | 15              | 15              | 16              | 16              | 17   | 79     | -3  | 1.1266   |
| 16   | Raya2            |                 |                 |                 |                 | 18  | 18     |                 |                 |                 |                 | 17   | 17     | -3  | 1.0588   |
| 17   | Correcaminos     | 13              | 13              | 19              | 18              | 19  | 82     | 15              | 15              | 16              | 16              | 17   | 79     | -30 | 1.0380   |
| 18   | Pumas Tabasco    |                 |                 | 23              | 12              | 10  | 45     |                 |                 | 16              | 16              | 17   | 49     | -29 | 0.9184   |

     Pago de multa $MXN500 mil.
     Pago de multa $MXN1 millón.
     Pago de multa $MXN1.5 millones.
     Equipo exento de pago de multa.

## Estadísticas

### Clasificación juego limpio
- Datos según la página oficial.
- Fecha de actualización: 16 de octubre de 2022

| Lugar                                | Club                                 |          |          |          | Puntos   |
| ------------------------------------ | ------------------------------------ | -------- | -------- | -------- | -------- |
| 1                                    | Cimarrones                           | 39       | 2        | 0        | 45       |
| 2                                    | Dorados                              | 43       | 1        | 0        | 46       |
| 3                                    | Tapatío                              | 39       | 0        | 3        | 48       |
| 4                                    | Atlante                              | 37       | 3        | 2        | 52       |
| 5                                    | Venados                              | 40       | 3        | 1        | 52       |
| 6                                    | Leones Negros                        | 48       | 1        | 1        | 54       |
| 7                                    | Celaya                               | 52       | 1        | 0        | 55       |
| 8                                    | Cancún                               | 39       | 4        | 3        | 60       |
| 9                                    | Durango                              | 49       | 2        | 3        | 64       |
| 10                                   | Tlaxcala                             | 49       | 2        | 3        | 64       |
| 11                                   | Atlético Morelia                     | 56       | 2        | 1        | 65       |
| 12                                   | Correcaminos                         | 51       | 3        | 2        | 66       |
| 13                                   | Raya2                                | 58       | 1        | 2        | 67       |
| 14                                   | Zacatecas                            | 49       | 4        | 3        | 70       |
| 15                                   | Atlético La Paz                      | 50       | 3        | 4        | 71       |
| 16                                   | Tepatitlán                           | 60       | 3        | 5        | 84       |
| 17                                   | Oaxaca                               | 63       | 2        | 6        | 87       |
| 18                                   | Pumas Tabasco                        | 65       | 4        | 4        | 89       |
| Primera Tarjeta Amarilla             | Primera Tarjeta Amarilla             | 1 punto  | 1 punto  | 1 punto  | 1 punto  |
| Segunda Tarjeta Amarilla y Expulsión | Segunda Tarjeta Amarilla y Expulsión | 3 puntos | 3 puntos | 3 puntos | 3 puntos |
| Tarjeta Roja Directa                 | Tarjeta Roja Directa                 | 3 puntos | 3 puntos | 3 puntos | 3 puntos |

### Máximos goleadores
Lista con los máximos goleadores del torneo.
- Datos según la página oficial.

Fecha de actualización: 16 de octubre de 2022
| Posición | Jugador              | Club             | Goles | Min. | Frec.       |
| -------- | -------------------- | ---------------- | ----- | ---- | ----------- |
| 1º       | Diego Rafael Jiménez | Cimarrones       | 12    | 1446 | 120.5 min.  |
| 2.º      | Ricardo Marín        | Celaya           | 9     | 1388 | 154.22 min. |
| =        | José Raúl Zúñiga     | Dorados          | 9     | 1347 | 149.67 min. |
| 4.º      | Armando González     | Oaxaca           | 8     | 1335 | 166.88 min. |
| =        | Ángel Sayago         | Raya2            | 8     | 1308 | 163.5 min.  |
| 6.º      | Luis Salvador Razo   | Zacatecas        | 7     | 1090 | 155.71 min. |
| 7.º      | Daniel Lajud         | Atlante          | 6     | 1376 | 229.33 min. |
| =        | Juan Portales        | Atlante          | 6     | 1485 | 247.5 min.  |
| =        | Óscar Villa          | Leones Negros    | 6     | 1406 | 234.33 min. |
| =        | Edson Torres         | Cimarrones       | 6     | 1395 | 232.5 min.  |
| =        | Bryan Mendoza        | Atlético Morelia | 6     | 814  | 135.67 min. |
| =        | Mauro Pérez          | Venados          | 6     | 1242 | 207 min.    |
| =        | Jesús González       | Tapatío          | 6     | 904  | 150.67 min. |
| =        | Junior João Maleck   | Tepatitlán       | 6     | 503  | 83.83 min.  |

#### Tripletes o más
| Jugador                 | Local      | Resultado | Visita        | Goles      | Fecha       | Jornada |
| ----------------------- | ---------- | --------- | ------------- | ---------- | ----------- | ------- |
| Sebastián Pérez Bouquet | Zacatecas  | 3 - 4     | Tapatío       | 5' 35' 45' | 6 de julio  | 2       |
| João Maleck             | Tepatitlán | 4 - 3     | Pumas Tabasco | 6' 16' 46' | 3 de agosto | 6       |

### Asistencia
Lista con la asistencia de los partidos y equipos Liga BBVA Expansión MX.
Datos actualizados a 16 de octubre de 2022

#### Por equipo
En los promedios solamente se computan los partidos que contaron con asistencia de público. El porcentaje de ocupación media está calculado con base en la capacidad total del estadio.
| Pos                | Equipo             | Total   | Media | Más alta | Más baja | % de Ocupación |
| ------------------ | ------------------ | ------- | ----- | -------- | -------- | -------------- |
| 1                  | Atlético Morelia   | 39,021  | 4,878 | 7,012    | 2,485    | 14.02%         |
| 2                  | Atlante            | 23,765  | 2,971 | 4,813    | 1,620    | 8.67%          |
| 3                  | Tlaxcala           | 21,501  | 2,688 | 4,205    | 1,647    | 24.14%         |
| 4                  | Atlético La Paz    | 17,748  | 2,535 | 3,650    | 1,378    | 48.28%         |
| 5                  | Zacatecas          | 22,163  | 2,463 | 7,213    | 1,003    | 12.27%         |
| 6                  | Leones Negros      | 19,575  | 2,447 | 4,096    | 1,352    | 4.45%          |
| 7                  | Celaya             | 18,961  | 2,370 | 5,452    | 1,416    | 10.22%         |
| 8                  | Venados            | 17,606  | 2,201 | 3,008    | 1,006    | 14.59%         |
| 9                  | Oaxaca             | 19,143  | 2,127 | 3,579    | 784      | 14.57%         |
| 10                 | Durango            | 16,480  | 2,060 | 2,925    | 935      | 19.35%         |
| 11                 | Dorados            | 18,293  | 2,033 | 2,523    | 1,096    | 10.11%         |
| 12                 | Tepatitlán         | 13,220  | 1,469 | 2,759    | 942      | 18.17%         |
| 13                 | Cimarrones         | 9,790   | 1,399 | 2,016    | 1,138    | 7.46%          |
| 14                 | Correcaminos       | 10,631  | 1,329 | 1,908    | 1,008    | 12.63%         |
| 15                 | Cancún             | 9,781   | 1,087 | 1,310    | 741      | 5.77%          |
| 16                 | Pumas Tabasco      | 9,750   | 1,083 | 2,010    | 360      | 9.03%          |
| 17                 | Raya2              | 6,896   | 862   | 3,046    | 190      | 1.68%          |
| 18                 | Tapatío            | 2,794   | 349   | 1,147    | 189      | 0.76%          |
| Totales del Torneo | Totales del Torneo | 301,323 | 2,036 | 7,213    | 189      | 8.96%          |

#### Por jornada
El listado excluye los partidos que fueron disputados a puerta cerrada.
| 1     | 15,438  | 1,715 | 5.75%  | Tlaxcala vs. Cimarrones (2,525)             | Tapatío vs Durango (362)             |
| 2     | 15,922  | 2,274 | 7.40%  | Leones Negros vs Tepatitlán (3,125)         | Cancún vs Raya2 (1,115)              |
| 3     | 15,186  | 1,687 | 9.41%  | Atlético La Paz vs Leones Negros (3,480)    | Tapatío vs Atlético Morelia (203)    |
| 4     | 14,460  | 1,807 | 5.82%  | Raya2 vs Atlante (3,046)                    | Oaxaca vs Cimarrones (784)           |
| 5     | 16,644  | 1,849 | 10.32% | Atlético La Paz vs Celaya (3,650)           | Cimarrones vs Cancún (1,138)         |
| 6     | 20,392  | 2,265 | 8.73%  | Atlético Morelia vs Correcaminos (7,012)    | Raya2 vs Cimarrones (697)            |
| 7     | 17,710  | 1,967 | 9.85%  | Atlante vs Atlético Morelia (4,791)         | Tapatío vs Raya2 (189)               |
| 8     | 17,913  | 1,990 | 9.58%  | Atlético Morelia vs Cimarrones (4,577)      | Raya2 vs Venados (413)               |
| 9     | 18,084  | 2,009 | 8.06%  | Atlante vs Tepatitlán (4,813)               | Tapatío vs Cancún (243)              |
| 10    | 17,157  | 1,906 | 9.24%  | Atlético Morelia vs Dorados (5,473)         | Raya2 vs Celaya (358)                |
| 11    | 12,177  | 1,522 | 5.43%  | Venados vs Zacatecas (3,008)                | Tapatío vs Tlaxcala (223)            |
| 12    | 19,440  | 2,160 | 13.11% | Atlético Morelia vs Atlético La Paz (5,068) | Pumas Tabasco vs Leones Negros (870) |
| 13    | 14,903  | 1,656 | 6.08%  | Atlético Morelia vs Cancún (3,845)          | Tapatío vs Correcaminos (193)        |
| 14    | 21,097  | 2,344 | 12.80% | Zacatecas vs Atlético Morelia (7,213)       | Pumas Tabasco vs Cimarrones (450)    |
| 15    | 15,931  | 1,991 | 6.94%  | Atlético Morelia vs Tepatitlán (4,497)      | Raya2 vs Zacatecas (190)             |
| 16    | 18,800  | 2,088 | 10.43% | Atlante vs Tapatío (4,561)                  | Pumas Tabasco vs Dorados (360)       |
| 17    | 25,864  | 2,873 | 13.33% | Atlético Morelia vs Leones Negros (6,064)   | Cancún vs Tepatitlán (741)           |
| Total | 301,323 | 2,036 | 8.96%  | Zacatecas vs Atlético Morelia (7,213)       | Tapatío vs Raya2 (189)               |